# Nowa Marchia
Nowa Marchia (łac. Terra trans Oderam, niem. Neumark, cz. Nová marka) – prowincja Marchii Brandenburskiej, powstała w wyniku ekspansji margrabiów z domu askańskiego w XIII i XIV w. na ziemię lubuską oraz pogranicze Pomorza Zachodniego i Wielkopolski. W tym okresie jej granicę na południu określała linia dolnej Warty i Noteci, na zachodzie Odra do okolic Widuchowej, na wschodzie bieg rzeki Drawy, na północy zaś wbijała się klinem w ziemie środkowego Pomorza obejmując ziemię świdwińską. Nazwa „Nowa Marchia” ukształtowała się dopiero pod koniec XIV w., wcześniej tereny pogranicza pomorsko-wielkopolskiego określane były jako terra trans Oderam, czy marchia transoderana.
W latach 1402–1454/55 przejściowo znajdowała się pod rządami krzyżaków. W 1482 przyłączono do niej ziemię krośnieńską, lubską i bobrowicką. Za rządów Jana z Kostrzyna (1535-1571) Nowa Marchia była niezależnym państwem w ramach Świętego Cesarstwa Rzymskiego Narodu Niemieckiego; w jej skład wchodziła wówczas ziemia chociebuska i torzymska. Po 1571 powróciła do Elektoratu Brandenburgii, dzieląc jego dalsze losy. Od 1701 stanowiła część Królestwa Prus, od 1871 – Cesarstwa Niemieckiego, po I wojnie światowej w granicach Republiki Weimarskiej i III Rzeszy. Po II wojnie światowej większość obszaru Nowej Marchii znalazła się na terytorium Polski (obecne województwa lubuskie oraz zachodniopomorskie), natomiast Chociebuż pozostał w Niemczech.

## Pojęcie, nazwa
Obszar, który na przełomie XIV/XV w. zaczęto nazywać Nową Marchią, nie tworzył początkowo odrębnej jednostki geograficzno-osadniczej czy kulturowo-etnicznej, był bowiem wyznaczany przez kolejne zdobycze terytorialne władztwa brandenburskiego w strefie pogranicza wielkopolsko-zachodniopomorskiego. Nabytki brandenburskie w XIII i XIV w. na wschód od Odry określano terminem terra trans Oderam (1266), ultra Oderam (1278), nova terra ultra Oderam (1290, 1291). W księdze ziemskiej margrabiego Ludwika Starszego z 1337 występuje nazwa terra transoderana, zaś w księdze ziemskiej cesarza Karola IV z 1375 – marchia transoderana (Marchia Zaodrzańska). Zauważyć należy, że określeń tych nie stosowano do ziemi torzymskiej (terra Sternbergensis, territorium Sternberg), rozciągającej się na południe od dolnej Warty, czy posiadanych przejściowo zdobyczy terytorialnych na Pomorzu. Niektórzy historycy (np. Edward Rymar) wykluczają również traktowanie Marchii Zaodrzańskiej jako sumy Nowej Marchii i ziemi torzymskiej.
Nazwa Nuwen Marke, nuwe Marke ober Oder (1394), Nuwenmarke (1396), Neimark, pojawiała się w końcu XIV w. w okresie starań Luksemburgów o zastawienie kraju zakonowi krzyżackiemu i to najpierw (1394-5) w kancelarii krzyżackiej, gdy Zygmunt Luksemburski nadal zwał ją die marke uff diesseit der Oder (1392), Lande in der Marke obir Oder (1397), ale już w 1402, przyjmując widocznie krzyżacki punkt widzenia, określał ją jako swoją Nuwemarke obir Oder. Nazwa ta utrwaliła się w ramach państwowości krzyżackiej i następnie brandenburskiej, już bez dodatku obir Oder.
Określenie „Nowa Marchia” nie było nomenklaturą nową, gdyż jeszcze na przełomie XIV/XV w. podobną nazwę („Nyen” 1394) nosiły ziemie na wschód od Łaby, czyli późniejsza Marchia Środkowa (niem. Mittelmark), w odróżnieniu od Starej Marchii. Podział na Starą, Środkową i Nową Marchię interpretować należny w sensie starszeństwa poszczególnych terytoriów określanych „marchiami”, które drogą podbojów kolejno opanowywali margrabiowie brandenburscy.
Po roku 1949 rewizjonistyczny nurt historiografii niemieckiej stworzył pojęcie Wschodniej Brandenburgii (Ostbrandenburg) na określenie dawnych historycznych ziem Nowej Marchii i ziemi lubuskiej; używane są również pojęcia „Die deutschen Ostgebiete”, „Ostdeutschland”, „Ostbrandenburg unter polonischer Verwaltung”. Wcześniej nomenklatura ta nie była znana.

## Zmiany terytorialne

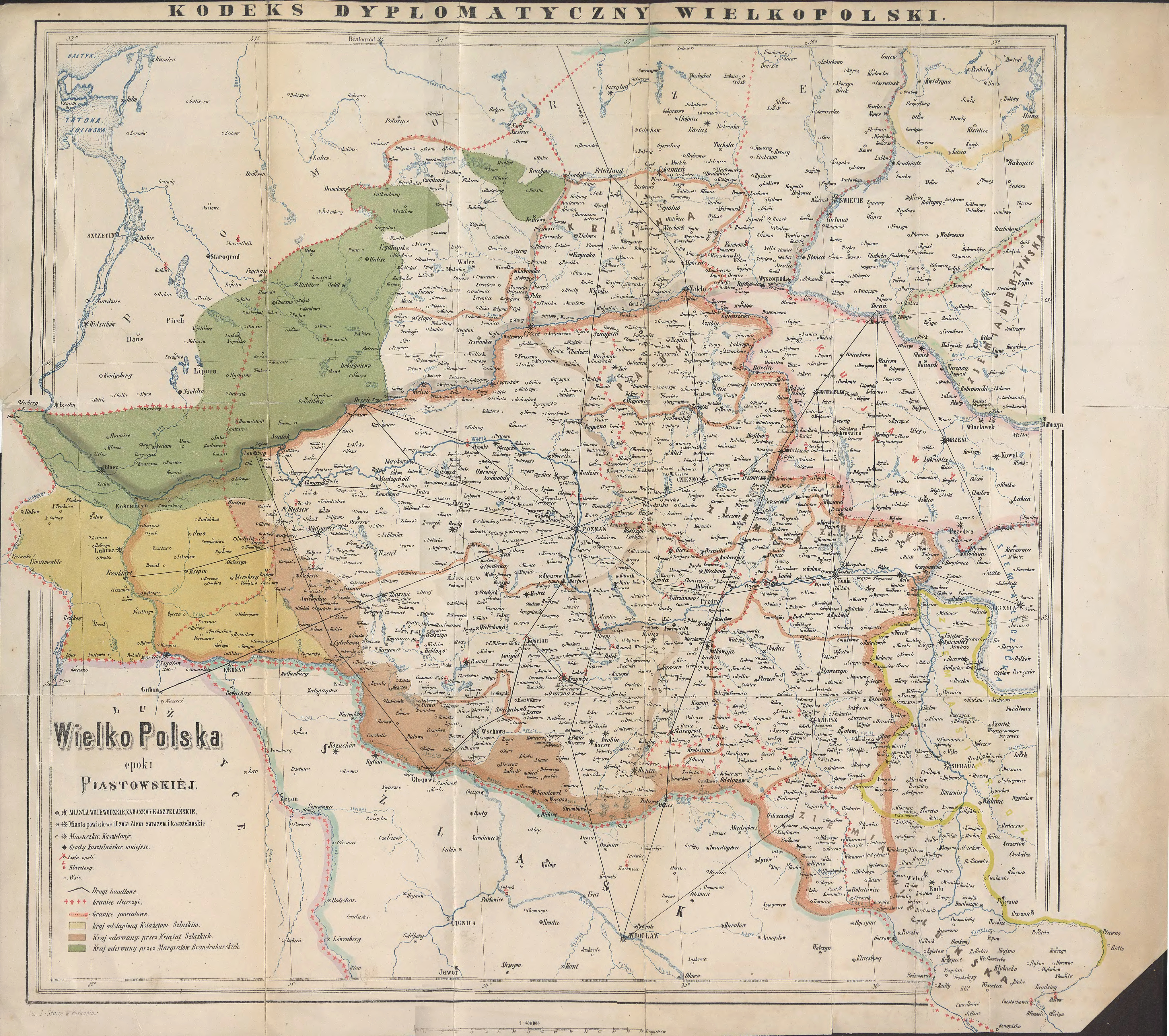
Nowa Marchia (zajęte skrawki Pomorza, Wielkopolski i ziemi lubuskiej), ziemia lubuska, Wielkopolska, Śląsk na historycznej mapie z okresu średniowiecza sporządzonej w 1888 roku według danych zaczerpniętych z Kodeksu dyplomatycznego.

Terytorium Nowej Marchii ukształtowane w wyniku ekspansji brandenburskiej w XIII i XIV w. (tzw. właściwa Nowa Marchia) obejmowało ziemie ograniczone na południu przez dolną Noteć i dolną Wartę, na zachodzie przez odcinek Odry od ujścia Warty ku północy do okolic Widuchowej, na północy granica biegła od Odry w okolicach Schwedt na wschód w kierunku równoleżnikowym pozostawiając na południu Chojnę, Trzcińsko-Zdrój, Myślibórz, Lipiany i Barlinek; w okolicach Pełczyc skręcała ku północy i biegła w kierunku północno-wschodnim nieco na zachód od Choszczna, Recza i Drawska Pomorskiego. Najbardziej na północ wysuniętą częścią Nowej Marchii były okolice Świdwina, skąd granica schodziła łukiem ku południowemu wschodowi w okolicach Okonka osiągając Gwdę i dalej na południe biegła ku Noteci. Należy zauważyć, że granice północna i wschodnia ulegały historycznie różnym odchyleniom. Pod względem rozległości i zasięgu swych granic średniowieczna Nowa Marchia nie pokrywała się w całości z jednostką terytorialną określaną tym mianem w czasach późniejszych.
Obszar ten został powiększony w 1482 o ziemię krośnieńską z ziemią lubską i bobrowicką, czyli za Odrę w kierunku południowym, początkowo jako lenno, a od 1538 jako własność Hohenzollernów.
Za rządów Jana z Kostrzyna (1535-1571) Nowa Marchia była niezależnym państwem w ramach Świętego Cesarstwa Rzymskiego Narodu Niemieckiego. Włączono wówczas ziemię chociebuską, która od 1445 była w posiadaniu Brandenburgii. W skład państwa Jana z Kostrzyna wchodziła również ziemia torzymska. Aczkolwiek historycznie blisko związana i stąd częstokroć uwzględniana w publikacjach na temat Nowej Marchii, została ona formalnie przyłączona do Nowej Marchii dopiero w 1817, w ramach rejencji frankfurckiej. Po 1571 Nowa Marchia powróciła do Elektoratu Brandenburgii.
Pod koniec XVII w., w okresie największego rozkwitu terytorialnego, Nowa Marchia obejmowała ziemię chojeńską, myśliborską, gorzowską, strzelecką, choszczeńską, drawską, świdwińską, torzymską, krośnieńską i chociebuską. Od 1701 stanowiła część Królestwa Prus (podział administracyjny w latach 1815–1818 pomiędzy Prowincję Brandenburską, Prowincję Pomorską i Prusy Zachodnie), od 1871 Cesarstwa Niemieckiego, po I wojnie światowej w granicach Republiki Weimarskiej i III Rzeszy. Po II wojnie światowej większość jej obszaru znalazła się na terytorium Polski (obecne województwa lubuskie oraz zachodniopomorskie), natomiast Chociebuż pozostał w Niemczech.
Współcześni historycy niemieccy rozpatrują Nową Marchię jako powiaty chojeński, myśliborski, gorzowski, strzelecki, rozszerzone o Sulęcin, Sulechów, Krosno Odrzańskie, Gubin i Żary.

## Warunki naturalne

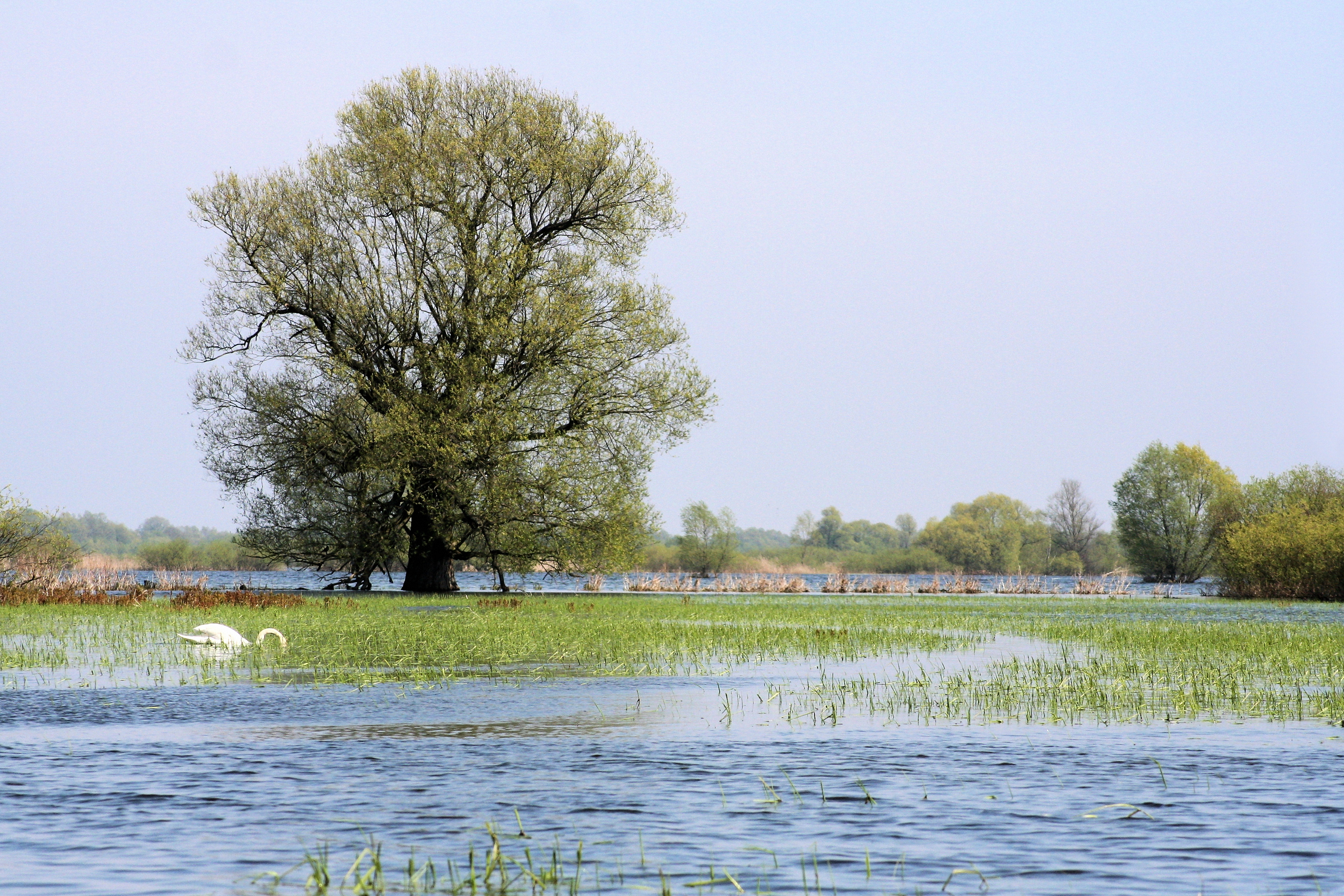
Park Narodowy Ujście Warty, widok koło Kostrzyna nad Odrą

Terytorium właściwej Nowej Marchii odnosi się do następujących makroregionów fizycznogeograficznych:
- Pojezierza Zachodniopomorskiego (głównie południowej części tej krainy); jest to krajobraz pagórkowato-pojezierny (strefy moren czołowych stadiału pomorskiego). Główny podział moren czołowych przebiega wzdłuż linii Cedynia-Chojna-Trzcińsko-Zdrój-Myślibórz-Barlinek. Licznie występują tu jeziora, głównie typu rynnowego, niekiedy bardzo głębokie (np. Jezioro Myśliborskie, jeziora Drawsko, Lubie). Większe kompleksy leśne występują nad Odrą, w okolicy Barlinka oraz na Pojezierzu Ińskim i Pojezierzu Drawskim (Puszcza Drawska).
- Pojezierza Południowopomorskiego; jest to strefa równinna krajobrazu sandrowego, południowej płaskiej moreny dennej. Największe powierzchnie pól sandrowych występują między Dębnem, Myśliborzem, Barlinkiem i Gorzowem, nad rzeką Myślą, Kłodawką, Santoczną i dalej na wschód w dorzeczu Drawy. Występują tu również liczne jeziora pochodzenia glacjalnego (Pojezierze Wałeckie, Dobiegniewskie). Znaczną część obszaru porastają lasy; w części zachodniej zwarte kompleksy tworzą puszczę: Gorzowska, Barlinecka, na wschodzie puszcza nad Drawą.
- Pradoliny Toruńsko-Eberswaldzkiej (Pradoliny Noteci-Warty). Zachodnią jej część stanowi Kotlina Freienwaldzka, o stromych sterasowanych krawędziach (15–40 m wys.), w większej części odwodniona, z licznymi starorzeczami i rowami odwadniającymi; na północ od Oderbergu-Cedyni nabiera ona charakteru doliny przełomowej, o stromych, wysokich krawędziach (do 80 m wysokości), np. w okolicach Bielinka-Lubiechowa Dolnego. Za sprawą specyficznych warunków klimatycznych, przetrwały tu do dzisiaj skupiska roślinności kserotermicznych w obrębie leśno-stepowego rezerwatu w Bielinku. Obecnie są to tereny w całości zmeliorowane i bezleśne, zajęte pod uprawę (buraki cukrowe, pszenica, warzywa) oraz łąki i pastwiska. Dominującym typem lasów są bory sosnowe z domieszką świerków i modrzewi; w liściastych przeważają buki (lasy barlineckie), dęby, graby, brzozy. Świat zwierzęcy reprezentowany jest głównie przez jelenie, sarny, dziki, borsuki, lisy, zające, kuny. Kotlina Freienwaldzka oddzielona jest od Kotliny Gorzowskiej lewym brzegiem Odry na linii od Górzycy po Kostrzyn. W przekroju poprzecznym Kotliny Gorzowskiej wyróżnić można niższy poziom erozyjno-akumulacyjny, zajęty dziś przez mokradła i łąki, oraz wyższy, pokryty lotnymi piaskami, w całości zalesiony.

## Historia do poł. XIII w.
Terytorium na którym ukształtowała się Nowa Marchia było we wczesnym średniowieczu zamieszkiwane przez plemiona słowiańskie, identyfikowane jako Pyrzyczanie na terenie Pomorza Zachodniego oraz Lubuszanie w rejonie środkowego Nadodrza. Od końca X w. znajdowało się pod rządami Polski, przy czym ustalenie zasięgu terytorialnego zdobyczy w strefie pogranicza wielkopolsko–pomorsko-lubuskiego napotyka nadal na znaczne trudności. Przyjmuje się, że Mieszko I w latach 960–972 opanował niewielki obszar na północ od ujścia Warty do Odry, niewykraczający poza obręb późniejszej kasztelani cedyńskiej, ziemi kinieckiej, ziemi kostrzyńskiej oraz regionu Santoka. Prawdopodobnie w 1005 r. (lub 1007 r.) Polska utraciła zwierzchność nad Pomorzem, w tym również nad omawianym terytorium.
Osadnictwo słowiańskie przybrało na sile od VIII w. Oprócz osad otwartych pojawiły się grody, głównie w okolicach jezior. Od IX do XI w. nastąpił rozwój osadnictwa grodowego, jednakże wskutek prowadzonych wojen pomiędzy książętami pomorskimi, wielkopolskimi i śląskimi, od XII w. na omawianym obszarze następował zanik wielu grodów i osad.
Do początku XIII w. obszar na północ od linii Noteci-dolnej Warty i zachód od Gwdy w dorzeczu Myśli, Drawy, środkowej Iny, stanowił część składową księstwa pomorskiego (w wyniku wyprawy Bolesława Krzywoustego w latach 1112–1116, Pomorze Zachodnie uznawało zwierzchność lenną Polski), kiedy to w niewyjaśnionych okolicznościach został przejęty przez księcia wielkopolskiego Władysława Laskonogiego. Od 1233 r. ziemie te objął jego bratanek, Władysław Odonic. Książęta pomorscy nie pogodzili się z ich utratą i w rywalizacji z książętami wielkopolskimi, a na odcinku przyodrzańskim jakiś czas również śląskimi, dążyli do odtworzenia dawnej granicy na Noteci. W czwartym dziesięcioleciu XIII w. Pomorzanom udało się odebrać władcom piastowskim kasztelanię cedyńską oraz okręgi Chojny i Myśliborza.
Ponowne zaludnienie tych terenów oraz wzmocnienie struktury wewnętrznej odbywało się poprzez prowadzenie akcji kolonizacyjnej za pośrednictwem instytucji kościelnych, obdarzanych rozległymi dobrami i immunitetami. W 1 poł. XIII w. pojawili się tutaj templariusze, cystersi, nadania dotyczyły również klasztorów oraz biskupów lubuskich, kamieńskich i brandenburskich.
W tej sytuacji, poczynając od połowy XIII w., doszło do frontalnego ataku Marchii Brandenburskiej w kierunku Wisły.

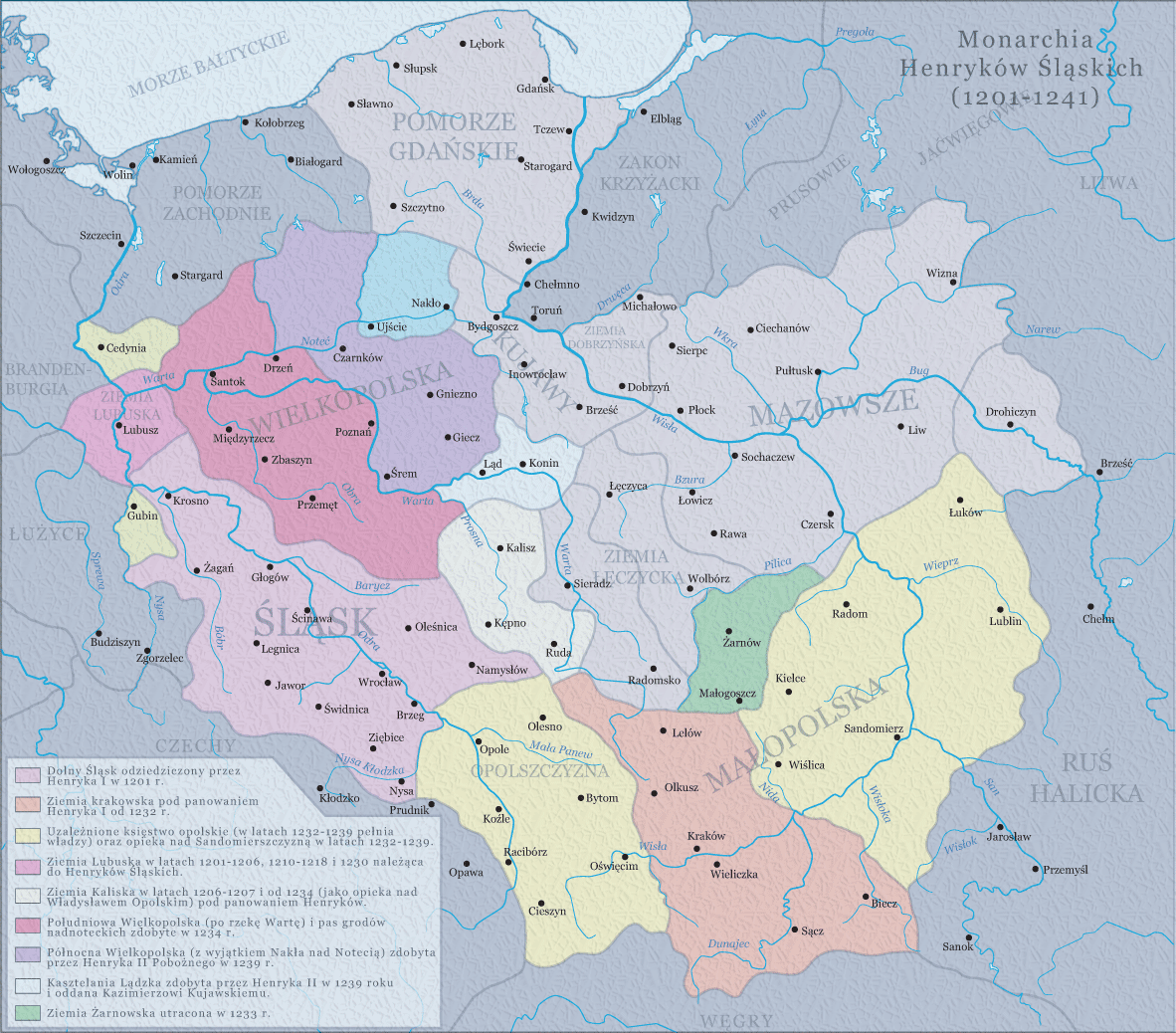
Polska w latach 1201–1241

## Ekspansja brandenburska na wschód

### Metody przejmowania terytoriów
W nowszej literaturze historycznej, zwłaszcza polskiej, dominuje przekonanie o brutalnej agresji militarnej na obszary na wschód od Odry. Niewielka jednakże część późniejszej Nowej Marchii została pozyskana poprzez zabór (ziemia choszczeńska 1269, drawska, wałecka 1296), pozostałe terytoria weszły jej w skład także w drodze układów z książętami wielkopolskimi (terytorium posagowe Konstancji wielkopolskiej w postaci prawobrzeżnej części kasztelani santockiej, 1255/60), wymianę na inne ziemie z zastanymi tu posiadaczami (ziemia chojeńska 1270, ziemia golenicka 1276), zakup (ziemia lipiańska 1276) czy nabycie przez koncesje natury prawnej (ziemia myśliborska 1262, świdwińska, pełczycka 1280). Z tego względu stosowniejsze jest używanie określenia „ekspansja” dla poczynań margrabiów brandenburskich, konstatując, iż swe zdolności dyplomatyczne wspierali siłą zbrojną. Wykazywani oni przy tym dbałość o ubieranie zdobyczy w szaty „lepszego prawa”, co dostarczało w XIV–XV w. ich spadkobiercom solidnej podstawy prawnej w procesach z Polską, obracając zwykle wniwecz wysiłki dyplomacji polskiej.

### Przyczyny ekspansji
W literaturze historycznej przedstawianych jest kilka koncepcji dotyczących przyczyn brandenburskiej ekspansji na wschód od Odry:
1. Brandenburczycy kierowali swoje podboje na obszary przygraniczne, słabo zaludnione i stąd niedostatecznie bronione. Ponadto owe ziemie na styku aspiracji politycznych Pomorza, Wielkopolski i Śląska, nie posiadały stabilnych struktur osadniczych oraz polityczno-administracyjnych zintegrowanych z którymkolwiek z trzech księstw. Na terenach tych zamieszkiwał również skłonny do zmian orientacji politycznej obcy etnicznie żywioł, sprowadzony przez zakony rycerskie i cystersów.
2. Celem podbojów brandenburskich miało być Pomorze Zachodnie, które margrabiowie starali się otoczyć pierścieniem i oderwać od Polski, po czym wchłonąć do Marchii i uzyskać w ten sposób szeroki dostęp do morza. Uwikłanie się w zmagania z Wielkopolską spowodowało wytracenie impetu podbojów i w konsekwencji niezrealizowanie tego celu.
3. Teza najnowszej nauki niemieckiej głosi natomiast, że celem tworzenia Nowej Marchii było rozszerzenie obszarów granicznych dla ich zabezpieczenia przed Polakami i Pomorzanami.
4. Kolejna koncepcja dowodzi, że margrabiowie prowadząc akcję militarną oraz zakupując lub wymieniając terytoria, posiadali do nich podstawy prawne w postaci przywileju raweńskiego cesarza Fryderyka II z 1231 r.

### Podstawy prawne
Ekspansja Brandenburgii na Pomorzu usankcjonowana została przez przywilej raweński cesarza Fryderyka II wystawiony w imieniu Rzeszy w grudniu 1231 r. Nadał on margrabiom Janowi I i Ottonowi III w lenno Marchię wraz z księstwem pomorskim (ducatus Pomeranie) w takiej postaci, w jakiej ich ojciec Albrecht II i jego poprzednicy od poprzedników cesarza posiadali. Odwołanie się do poprzedników budzi wśród historyków spór; niektórzy badacze dostrzegają sprzeczność aktu raweńskiego z inwestyturą Fryderyka I z 1181 r. na rzecz Bogusława I oraz dokumentem Fryderyka II z 1214 r. na rzecz Waldemara II duńskiego, w którym uznał dominację Danii nad Słowiańszczyzną nadbałtycką od Zatoki Lubeckiej po Estonię. Akt raweński miałby zatem być wyjednaniem u cesarza i uzurpacją praw dla ekspansji margrabiów, szczególnie po załamaniu się w latach 1223–1227 przewagi duńskiej nad Bałtykiem.
Część historyków (np. Edward Rymar) podkreśla natomiast legalność przywileju, który ich zdaniem wprost przeniósł na margrabiów prawa zwierzchnictwa nad Pomorzem – polskie ok. 963-1180 (każdy władca Polski sprawujący zwierzchnictwo nad Pomorzem płacił trybut do Niemiec lub uznawał się lennikiem króla Niemiec z tego tylko terytorium), duńskie od 1185 r. – z których król duński musiał zrezygnować ostatecznie w 1227 r. – i które przeszły w 1231 r. na margrabiów brandenburskich. Prawa owe wynikały z sukcesji cesarstwa niemieckiego po państwie wschodniofrankońskim Karola Wielkiego; w wyniku wyprawy z 789 r. obłożył on trybutem Związek Wielecki po dolną Wisłę (twierdzenie oparte na przekazie Einharda z dzieła Vita Karoli Magni).

### Nabytki terytorialne

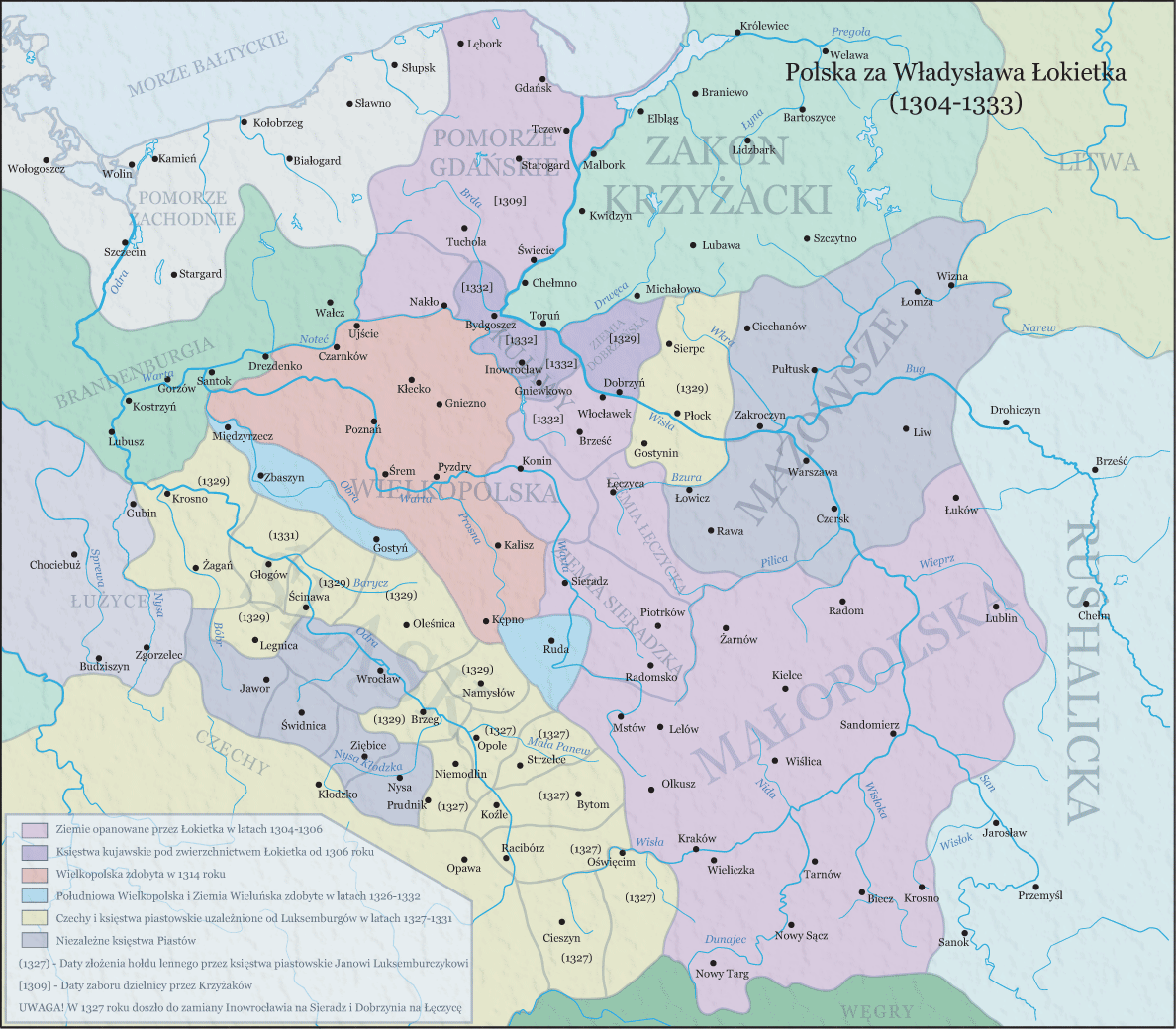
Polska w latach 1304–1333

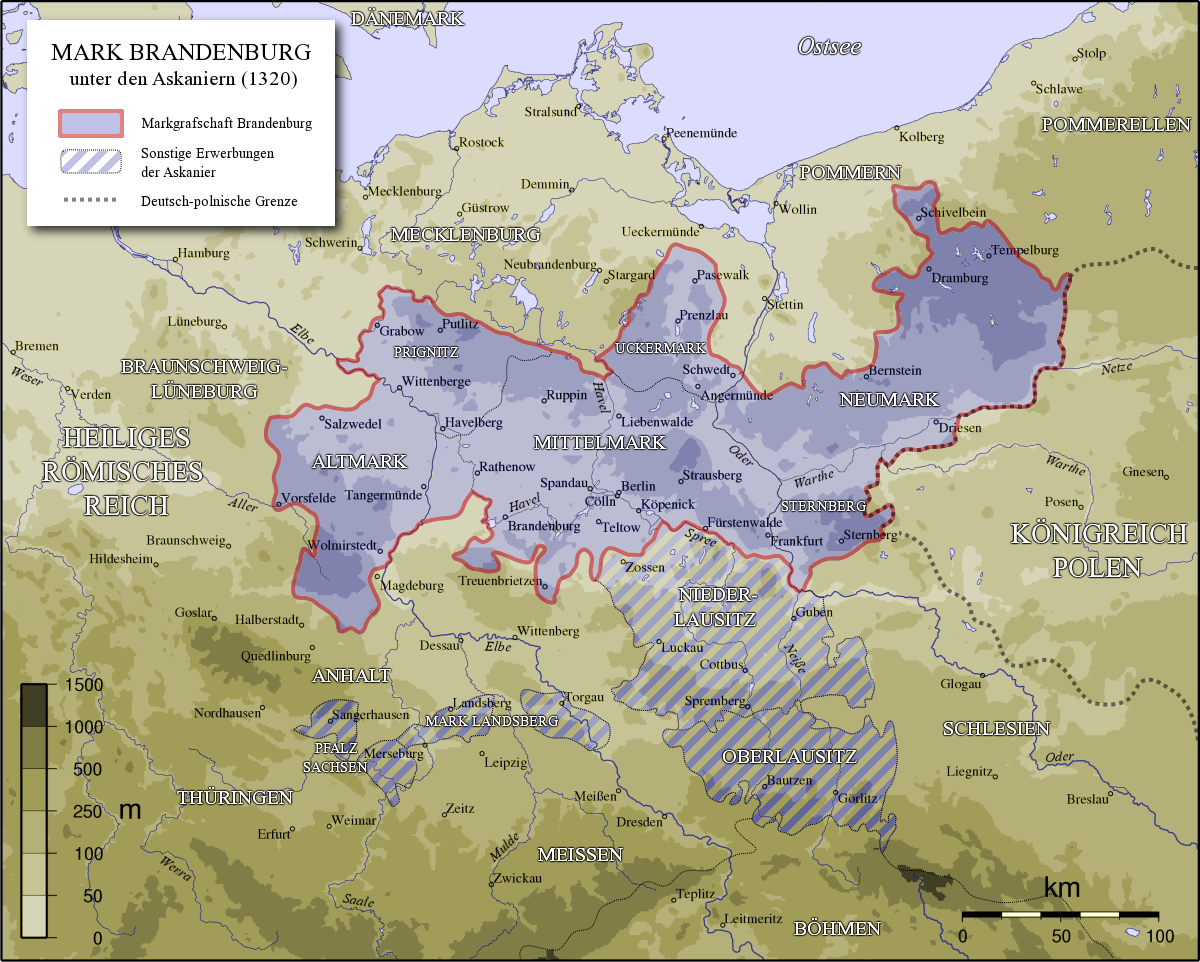
Marchia Brandenburska ok. 1320

Okolice Odry osiągnęli margrabiowie już w latach 1210–1213, zakładając naprzeciw Cedyni twierdzę Oderberg (Odrzycko). Nie ma zgody wśród historyków co do okoliczności i czasu przekroczenia Odry. Według jednej hipotezy przyczółki brandenburskie w ziemi cedyńskiej istniały już w latach 40. XIII w., zaś inna mówi, że margrabiowie przekroczyli rzekę w okolicach Kostrzyna i Cedyni w 1250 r., po odstąpieniu im swojej części ziemi lubuskiej przez Bolesława Rogatkę. Do obszarów przejętych od księcia należały również ziemie kostrzyńska i kiniecka (bez posiadłości chwarszczańskich templariuszy), co stało się wkrótce podstawą do wypierania z nich Wielkopolan i Pomorzan. W latach 1252–1253 rycerstwo marchijskie opanowało także należącą do Barnima I dawną kasztelanię cedyńską, jako że wchodziła ona wcześniej w krąg polityczny ziemi lubuskiej.
Dla zabezpieczenia nabytków przed ewentualnymi roszczeniami ze strony książąt wielkopolskich i pomorskich, podjęli w latach 1254–1255 układy małżeńskie pro pace reformanda, których wynikiem było małżeństwo margrabiego Konrada z Konstancją, córką Przemysła I. Na margrabiów przeszły wówczas prawa do prawobrzeżnej (północnej) części kasztelani santockiej, z wyłączeniem samego grodu, czyli do wielkopolskich obszarów na północ od Warty-Noteci i na zachód od Drawy – ziemi kostrzyńskiej, późniejszych gorzowskiej, myśliborskiej, pełczyckiej, choszczeńskiej oraz strzeleckiej. Choć ślub odbył się w 1260 r., Brandenburczycy rozpoczęli zajmować terytorium posagowe najpóźniej w 1257 r., o czym świadczy lokacja Gorzowa w tym roku. W 1262 r. templariusze zmuszeni byli zrzec się na rzecz margrabiów brandenburskich kilku wsi leżących przy drodze z Kostrzyna do Gorzowa oraz dóbr komandorii myśliborskiej. W 1263 r. klasztor z Lehnin za rekompensatę na zachód od Odry zrezygnował z dóbr w ziemi cedyńskiej.
Pierwszy podział Marchii Brandenburskiej został dokonany w latach 1258–1260, przy czym nie dotyczył terytoriów na wschód od Odry, które nadal były rządzone wspólnie przez Jana I i jego brata Ottona III. Dopiero podział dokonany po śmierci Jana (1266) oraz Ottona (1267), a wprowadzony w życie w 1268 r., dotyczył również Nowej Marchii. Młodsza linia objęła ziemię torzymską (Otto V i Otto VI) oraz zachodnią część Nowej Marchii (okolice Myśliborza, Gorzowa, Mieszkowic), z której w 1284 r. utworzono osobną dzielnicę Albrechta III. Pozostałym terytorium władała linia starsza (potomkowie Jana I – Jan II, Otton IV, Konrad I), przy czym wymieniony podział ziem nie był klarowny przynajmniej w początkowym okresie, kiedy to margrabiowie obu linii wystawiali dokumenty w każdej z dzielnic. W latach 1268–1287 margrabiowie linii młodszej popadli w konflikt zbrojny z Wielkopolską, skutkiem czego ich ekspansja w tym kierunku została powstrzymana. W 1269 r. po wmieszaniu się w spór Barnima I z joannitami stargardzkimi i korytowskimi margrabiowie przejęli dobra tychże pomiędzy Drawą koło Drawna a Reczem oraz rozciągnęli panowanie w widłach Iny i Małej Iny między Choszcznem i Stargardem. W 1270 r. w posiadanie margrabiów linii starszej dostała się część ziemi chojeńskiej z Chojną, drogą wymiany z biskupem Henrykiem z Brandenburga za ziemię Löwenberg w Marchii Środkowej. W 1276 r. margrabiowie linii starszej uzyskali Lipiany drogą kupna za 3000 grzywien od biskupa kamieńskiego, w tym też roku dokonali z Dietrichem von Kerkow zamiany zamku i miasta Golenice na gród Boitzenberg w Marchii Wkrzańskiej. W 1280 r. ziemia pełczycka z pomocą biskupa kamieńskiego Hermana przeszła na margrabiów brandenburskich linii młodszej Askańczyków, również w latach 80. XIII w. Nowa Marchia została powiększona o okolice Świdwina. W tym czasie penetracja brandenburska sięgała okolic Drawska Pomorskiego. Po zamordowaniu Przemysła II w 1296 r. odebrano Wielkopolsce Santok i Drezdenko oraz wkrótce tereny pomiędzy Drawą a Gwdą. W 1297 r. margrabiowie zatwierdzali lenna w okolicach Wałcza, a w 1303 r. dokonali lokacji tego miasta oraz Kalisza Pomorskiego.
Za panowania Waldemara (1308-19) władztwo askańskie na wschód od Odry osiągnęło największą rozległość, obejmując ziemię sławieńską i słupską, a nawet przejściowo Gdańsk. Jednocześnie zaczęło wykazywać oznaki osłabienia i cofania się. Margrabia Waldemar sprzedał niektóre ziemie okolicznym władcom i własnemu rycerstwu. W 1309 r. pozbył się domniemanych praw do ziemi gdańskiej na rzecz zakonu krzyżackiego, w 1315 r. sprzedał Pełczyce Ottonowi I szczecińskiemu, 2 lutego 1317 r. przekazał von Ostenowi Drezdenko umarzając swe wielkie zadłużenie, zaś Warcisławowi IV terytoria sławieńsko-słupskie, a w 1319 r. ziemię złocieniecką i świdwińską odsprzedał szlachcie Wedel, z jedynie zastrzeżeniem zwierzchności lennej margrabiego.
W 1316 r. miała miejsce bliżej nieznana wyprawa zbrojna Władysława Łokietka na Nową Marchię, podczas której doszło do odzyskania Santoka, lecz jeszcze w tym samym roku margrabia Waldemar dokonał kontruderzenia dochodząc do Wronek.

### Ugruntowanie władztwa askańskiego
Zdobyczom terytorialnym margrabiów towarzyszyła intensywna praca organizacyjna, mająca na celu wewnętrzne umocnienie ich władztwa. Po roku 1250 systematycznie, w różny sposób, niwelowali oni zastane struktury polityczne, administracyjne i kościelne, tworząc na zajmowanych ziemiach na wschodzie przybudówkę Brandenburgii. Podstawowe znaczenie dla dalszego rozwoju terytoriów miała prowadzona na szeroką skalę akcja osadnicza oraz związana z nią ściśle przebudowa stosunków społeczno-gospodarczych miast i wsi.
Askańczycy jako punkty oparcia dla swojej władzy traktowali miasta, przejmujące funkcje wcześniej spełniane przez twierdze. Po opanowaniu nowego terytorium lokowali oni miasta na prawie brandenburskim (np. Gorzów w 1257 r., Barlinek w 1278 r., Drawsko Pomorskie w 1297 r., Wałcz i Kalisz Pomorski w 1303 r.), dbając następnie o ich rozwój ekonomiczny i ufortyfikowanie. Od poł. XIII w. do poł. XIV w. wykształciła się sieć miejska obejmująca ponad 20 miast, wśród których poważniejszą rolę odgrywały Chojna, Myślibórz (w 1281 r. stał się ośrodkiem nadrzędnym wobec innych miast Nowej Marchii, które miały się wzorować na nim pod względem prawa miejskiego; po fundacji kapituły kolegiackiej pw. Świętych Apostołów Piotra i Pawła w 1298 r. i przeniesieniu tutaj archidiakonatu z Santoka, stał się centrum politycznym Nowej Marchii, gdzie margrabiowie często rezydowali), Gorzów i Choszczno. Posiadały one znaczne dobra ziemskie, w skład których wchodziły całe wsie. Miasta wraz z zamkami tworzyły linie obrony przed najazdami z zewnątrz. Pierwsza linia obejmowała zamki od Odrzycka (Oderberg) na zachodnim brzegu Odry przez Moryń, Golenice, Pełczyce, Recz, Drawno, Kalisz, Złocieniec do Świdwina. Druga linia przebiegała na południu przy granicy z Polską i składała się z zamków w Wałczu, Tucznie, Człopie i Drezdenku.
Wobec feudałów stosowali Askańczycy politykę ograniczania samodzielności i przywilejów, a nawet dóbr. Najbardziej dotknięci zostali templariusze, cystersi, także biskup lubuski. Posiadłości kościoła w tym czasie obejmowały w Nowej Marchii siódmą-ósmą część całości gruntów. Działalność gospodarcza zakonów uległa ograniczeniu, a inicjatywa osadnicza i kolonizacyjna przeszła w ręce margrabiów brandenburskich, którzy rozpoczęli lokowanie wsi na prawie niemieckim, osadzając kolonistów niemieckich i flamandzkich. Kolonizacja odbywała się przede wszystkim z udziałem rycerstwa służebnego (ministeriałów) i objęła głównie południowo-zachodnie tereny Nowej Marchii: ziemię cedyńsko-chojeńską, myśliborską, okolice Boleszkowic-Dębna. Im dalej na wschód, tym częściej rola kierownicza w osadnictwie stawała się udziałem potężnych rodów rycerskich, obdarowywanych przez margrabiów licznymi nadaniami. Najbardziej uprzywilejowany został ród von Wedel, poza tym m.in. rody Güntersbergów, Kirchbergów, Goltzów, von Ost, von dem Wolde. Prowadzone osadnictwo niemieckie przyczyniło się do dość szybkiego rozwoju Nowej Marchii.
Nowa Marchia otrzymała w okresie askańskim jednolitą administrację z podziałem na okręgi – landwójtostwa (4 lub 5), które z kolei dzieliły się na terrae (ziemia, dystrykt) na czele z wójtami (advocati), stanowiące regionalny okręg administracyjny na poziomie władzy prawodawczej, wykonawczej i sądowniczej. Niższą instancją władzy byli sołtysi, bezpośrednio zarządzający miastami i wsiami.
Pod koniec panowania askańskiego Nowa Marchia była już trwałą strukturą polityczną, gospodarczą i społeczną, która mimo peryferyjnego położenia i ponawianych prób rewindykacji ziem przez jej sąsiadów, pozostała prowincją Brandenburgii.

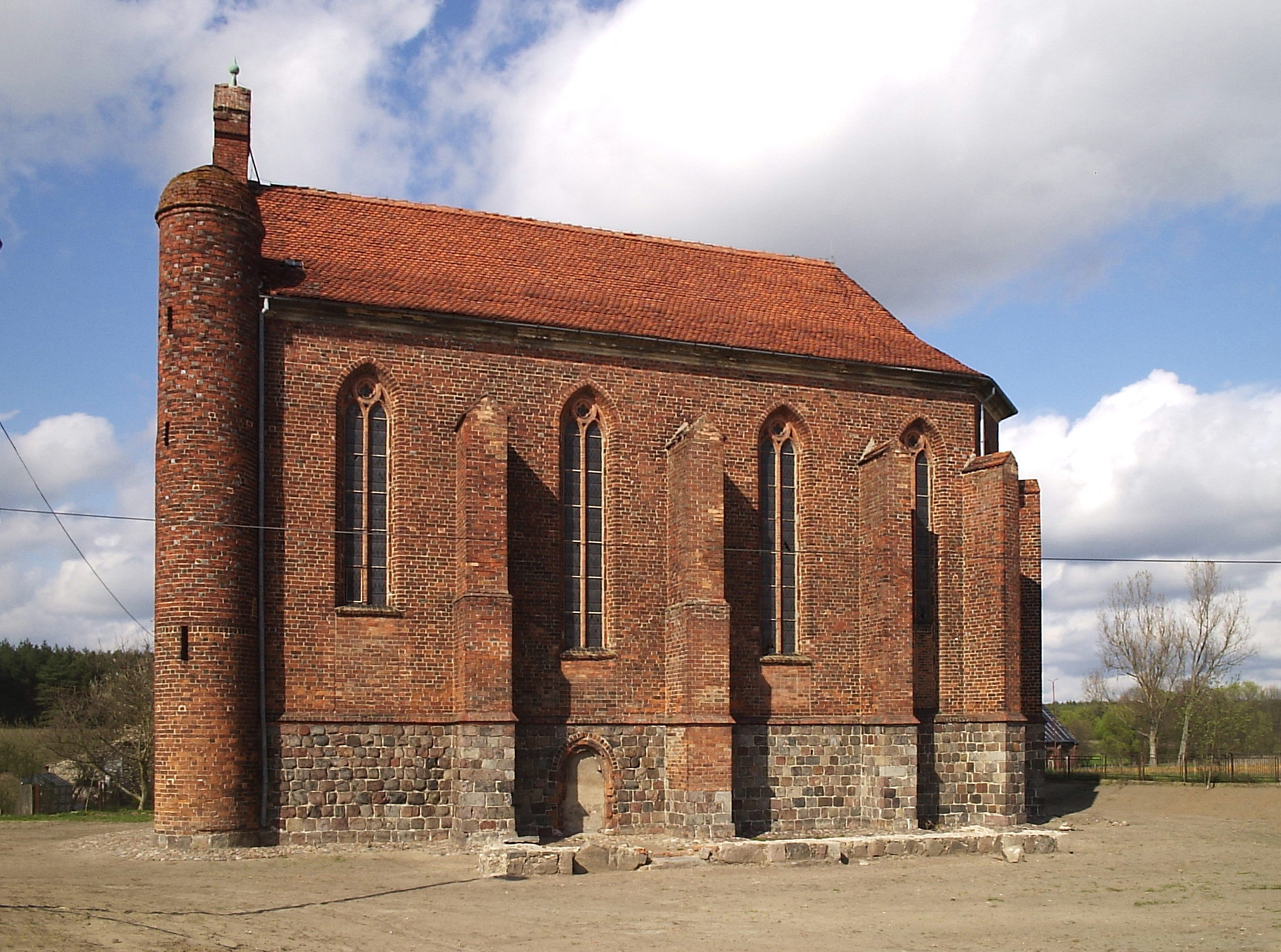
Kaplica templariuszy w Chwarszczanach, część dawnej komandorii

### Administracja kościelna
Pod względem administracji kościelnej obszar Nowej Marchii znajdował się w trzech diecezjach: kamieńskiej, podległej bezpośrednio Rzymowi, oraz lubuskiej i poznańskiej, podległych metropolii w Gnieźnie.
- Diecezji lubuskiej podlegały tereny ziemi kostrzyńskiej po Cedynię i Myślibórz.
- W skład diecezji poznańskiej wchodziły początkowo znaczne obszary na północ od Noteci i dolnej Warty aż do okolic Czaplinka, Recza i Choszczna na północy, na zachodzie zaś po Cedynię i Myślibórz. Obszary te były administrowane przez prepozyta kolegiaty św. Andrzeja w Santoku. Po zamordowaniu Przemysła II i zajęciu Santoka w 1296 r., margrabiowie oddali te ziemie pod jurysdykcję biskupów kamieńskich, zlikwidowali santocką prepozyturę, a w 1298 r. przenieśli jej prerogatywy na kolegiatę w Myśliborzu. Przy diecezji poznańskiej pozostały jedynie ziemie między Drawą a Gwdą.
- W ramach diecezji kamieńskiej w 1290 r. margrabiowie linii starszej uzyskali dla swojej dzielnicy utworzenie archidiakonatu nowomarchijskiego. Na przełomie XIII i XIV w. na tych terenach wytworzyła się sieć archidiakonatów mniejszych, których istnienie potwierdzone jest w Strzelcach Krajeńskich (1297), Gorzowie (1298), Myśliborzu (1298), Lipianach (1303), Pełczycach (1304) i Choszcznie[17].

Na skutek akcji kolonizacyjnej prowadzonej przez margrabiów, powiększała się istniejąca sieć parafii. Niemal każda wieś posiadała swojego plebana, któremu przydzielano 4 włóki gruntu – tzw. „dos”.
Większe miasta stały się siedzibami konwentów zakonów żebraczych – dominikanów w Myśliborzu (1275), augustianów w Lipianach (rok fundacji nieznany), Chojnie i Strzelcach Krajeńskich (1290) oraz franciszkanów w Choszcznie (1313) i Drawsku Pomorskim (1346?). Ożywioną działalność prowadzili cystersi, posiadający klasztory w Bierzwniku (1286) i Mironicach (1300), a żeńska gałąź zakonu w „Sconebecke” koło Trzcińska (1248; zanikł jeszcze w ciągu XIII w.), Cedyni (1278), Pełczycach (1290) i Reczu (przed 1296). Joannici i templariusze utrzymywali swoje posiadłości w Korytowie i Chwarszczanach, otrzymane od poprzednich panów tych ziem.

## Dynastia Wittelsbachów
Śmierć margrabiego Waldemara w 1319 r. zapoczątkowała długi okres zamętu. W okresie 1319-23 uznanie miast i rycerstwa Nowej Marchii uzyskał książę wołogojski Warcisław IV (spokrewniony po kądzieli z margrabią Waldemarem), któremu prawdopodobnie udało się zawładnąć osobą małoletniego margrabiego Henryka II i jego matki. Warcisław IV objął rządy w Nowej Marchii na podstawie elekcji dokonanej przez stany nowomarchijskie 4 października 1319 r., która usankcjonowała jedynie stan faktyczny. Wkrótce jednak Henryk zmarł (1320), a na prawa do sukcesji swych synów spokrewnionych przez matkę z Askańczykami powołał się książę saski Rudolf. Walki toczone w latach 1319–1323 w Marchii Brandenburskiej ominęły jednak większą część Nowej Marchii, gdzie rządy księcia Warcisław IV nie zostały silniej zagrożone. Sprawa sukcesji po Henryk II wyklarowała się dopiero w 1323 r., kiedy to na sejmie Rzeszy w Norymberdze król Ludwik Bawarski nadał całą Marchię Brandenburską swojemu 7-letniemu wówczas synowi Ludwikowi, który w 1324 r. pojawił się w Nowej Marchii wraz z regentem Bertoldem, hrabią Hennebergu, przyjmując hołd miast i rycerstwa. W tym czasie, wykorzystując konflikt Wittelsbachów z papieżem Janem XXII, Władysław Łokietek zawarł w Nakle 18 czerwca 1325 r. przymierze z książętami pomorskimi mające na celu likwidację i rozbiór Nowej Marchii – ziemie na zachód od Drawy miały przypaść Pomorzu, na wschód od tej rzeki zaś Polsce. Z poparciem wielkiego księcia litewskiego Giedymina, wiosną 1326 r. nastąpiło polsko-litewskie uderzenie, które w efekcie okazało się jedynie niszczącym napadem rabunkowym. Proces wypierania książąt zachodniopomorskich i odbudowy Nowej Marchii w dawnych granicach trwał do ok. 1330 r., przy czym układ pokojowy pomiędzy nimi a margrabią Ludwikiem I Starszym został zawarty 28 czerwca 1333 r. Decydujące znaczenie miało przejście na stronę Wittelsbachów głównego ośrodka miejskiego – Chojny, oraz rodu Wedlów, pełniących czołową rolą w Nowej Marchii.
W roku 1348 rozpętała się wojna domowa w związku z pojawieniem się oszusta, podającego się za cudownie ocalałego margrabiego Waldemara (Fałszywy Waldemar). Rycerstwo Nowej Marchii oraz tamtejsi joannici pozostali wierni margrabiemu Ludwikowi Starszemu, ale Chojna, Myślibórz, Trzcińsko i Lipiany początkowo przeszły na stronę rzekomego Waldemara. Ustawiczne walki doprowadziły do zahamowania rozwoju gospodarczego, a nawet regresu, spotęgowanego jeszcze szalejącą w całej Marchii epidemią dżumy w latach 1349–1350. W tym też okresie doszło do pojednania się margrabiego Ludwika z Karolem IV. Ogromne wydatki wojenne i potrzeba uzupełnienia skarbu państwa doprowadziły do ograniczenia władzy Wittlesbachów na rzecz rycerstwa i miast. W Nowej Marchii szczytowym wyrazem tego było powołanie 7 października 1354 r. stałej instytucji doradców, bez zgody których margrabia nie mógł podjąć żadnej ważniejszej decyzji, zwłaszcza w sprawach finansowych i majątkowych. W skład tej rady weszli: Henning von Wedel, Betekin von der Ost, Hennig von Uchtenchagen, Otto Mörner oraz czterech rajców reprezentujących miasta Choszczno, Chojnę, Gorzów i Strzelce Krajeńskie. Za cenę tego uzależnienia rycerstwo i miasta wzięły na siebie obowiązek wykupu rozmaitych zastawów i spłaty długów panującego. Wojna z pseudo-Waldemarem ciągnęła się do marca 1355 r. i zakończyła się zwycięstwem Wittelsbachów.
W kwietniu 1364 na zjeździe w Pirnie nastąpił narzucony przez Karola IV podział Marchii Brandenburskiej na dwie części, przy czym obszary leżące na lewym brzegu Odry otrzymał Ludwik Rzymski, zaś na wschód od rzeki przypadły Ottonowi V. Stan ten utrzymał się do 1365 r., do śmierci Ludwika Rzymskiego, kiedy to Otto V zasiadł na tronie brandenburskim. Od 1368 r. margrabia Otto V wszedł w konflikt z cesarzem Karolem IV oraz książętami szczecińskimi, wobec których wystąpił zbrojnie w 1369 r. Zabiegi Ottona V o poparcie Kazimierza Wielkiego i sprzymierzonych z nim książąt wołogoskich skutkowały dobrowolnym odstąpieniem Polsce Drahimia i Czaplinka (13 lutego 1368 r.); Polacy przy tej okazji – również zdaje się z przyzwoleniem margrabiego – zajęli okręg Wałcza (najpóźniej 10 maja 1368 r.). W ostatniej fazie zmagań margrabiego Ottona V z cesarzem Karolem IV w latach 1371–1373 Nowa Marchia była przedmiotem uderzeń rycerstwa pomorskiego. Po początkowych sukcesach (opanowanie Lipian i Ińska), książę szczeciński Kazimierz III oblegał Chojnę, ale nie zdobył miasta. W 1373 r. Karol IV ostatecznie pokonał margrabiego i przejął całą Marchię Brandenburską, po czym jako cesarz rzymski nadał ją w Pradze 2 października 1373 r. swoim synom w lenno (sam Karol IV jako cesarz i król niemiecki nie mógł być margrabią). Przypieczętowaniem tego była zawarta na zjeździe przedstawicieli stanów czeskich i brandenburskich w Gubinie unia Marchii Brandenburskiej z Czechami.

## Panowanie Luksemburgów
W 1373 r. panami Marchii stali się nieletni synowie Karola IV: Wacław, Zygmunt i Jan, przy czym regencję i faktyczne rządy sprawował sam cesarz do swojej śmierci w 1378 r. W układach rodzinnych Luksemburgów Jan w 1376 r. otrzymał część Dolnych Łużyc ze Zgorzelcem, być może w 1377 r. Nową Marchię. W imieniu Jana Nową Marchią zarządzał wójt (lub starosta – Hauptmann) Kaspar von Donyn z Dohna, przedstawiciel wielkiego rodu łużyckiego i śląskiego. W 1381 r. władcą kraju był już Zygmunt, co przypuszczalnie było następstwem zabiegów króla węgierskiego Ludwika, aby Zygmunt jako przyszły król węgierski i polski posiadał całą Marchię. 27 października 1381 r. ustanowił on starostą i namiestnikiem Nowej Marchii Jana von Wedel ze Świdwina, z takim zakresem władzy, jaki sam posiada. Po 31 sierpnia 1382 r. kolejnym wójtem Nowej Marchii został Arnold von der Osten.
| Margrabia            | Lata             |
| -------------------- | ---------------- |
| Karol IV i synowie   | 1373-1378        |
| Jan Zgorzelecki      | (1377) 1378-1381 |
| Zygmunt Luksemburski | 1381-1388        |
| Jan Zgorzelecki      | 1388-1396        |
| Zygmunt Luksemburski | 1396-1402        |

W tym okresie rozkład wewnętrzny stosunków politycznych i anarchia w Nowej Marchii doszły do szczytu (zbrojne zatargi zamożnych rodów, rozbój rycerski, najazdy z terenów sąsiednich państw), pogłębił się kryzys gospodarczy (liczne odłogi, braki inwentarza żywego, zahamowanie handlu). Zygmunt Luksemburski nie interesował się krajem, będąc zaabsorbowanym sprawami Czech, Węgier i Bałkanów. Nowa Marchia stanowiła dla niego wyłącznie obiekt przetargów o politycznym i finansowym znaczeniu. 31 maja 1388 r. przekazał on Nową Marchię Janowi Zgorzeleckiemu, powiadamiając o tym stany krajowe i polecając im złożyć hołd. Jan zaproponował początkowo kupno tych ziem kuzynowi Jobstowi morawskiemu, który wraz z bratem Prokopem już przyjął w zastaw na 5 lat pozostałą część Marchii, ale Jobst odrzucił propozycję. Jan nadal starał się wyzbyć Nowej Marchii i od 1389 r. przedkładał kolejne oferty sprzedaży zakonowi krzyżackiemu (początkowo za milion florenów, następnie obniżając cenę do 300 000). Po śmierci Jana w 1396 r. były one kontynuowane przez poważnie zadłużonego króla Zygmunta, jednakże ze względu na zagmatwane stosunki wewnętrzne w Nowej Marchii wielcy mistrzowie powstrzymywali się od podjęcia decyzji o zakupie. W sierpniu 1400 r. Zygmunt w końcu zdołał sprzedać Krzyżakom ziemię drawską. W tym czasie zrozumienie znalazła koncepcja nabycia Nowej Marchii przez Polskę. Ze strony polskiej przygotowaniem transakcji zajmowali się Sędziwój z Szubina, Mościcz ze Stęszewa i Maciej z Łabiszyna, ze strony Zygmunta Luksemburczyka zaś wojewoda siedmiogrodzki Ścibor ze Ściborzyc, również Polak. Polska nabyła w zastaw Nową Marchię 14 lutego 1402 r. w układzie zawartym w Krakowie za sumę 10 000 grzywien polskich szerokich groszy płatnych w dwu ratach. Zanim strona polska wypłaciła umówioną sumę, zakon krzyżacki zdecydował się nie dopuścić do realizacji umowy i uruchomił swoje wpływy i powiązania ze społeczeństwem nowomarchijskim, które w większości przeciwstawiło się włączeniu do Polski. Aby nie dopuścić do zbrojnego wystąpienia poddanych, Zygmunt ponowił ofertę dla Zakonu, który ją ostatecznie przyjął. Pełnomocnik Zygmunta Ścibor ze Ściborzyc sfinalizował z zakonem 25 lipca 1402 r. układ w sprawie zastawu Nowej Marchii, za cenę 63 200 florenów (guldenów węgierskich), czyli 21 000 kop groszy praskich, z prawem wykupu przez Zygmunta i jego braci.
| Wójt                             | Lata          |
| -------------------------------- | ------------- |
| Hasso von Wedel z Krzywnicy      | 1373-1377?    |
| Puta II Młodszy z Czastalowic    | 1377          |
| Kaspar von Donyn                 | 1381          |
| Jan von Wedel ze Świdwina        | 1381-1382/3   |
| Arnold von der Osten z Drezdenka | 1382/3-1392/3 |
| Kaspar von Donyn                 | 1393-1395/6   |
| Jan von Wartenberg               | 1396-1402     |

## Rządy zakonu krzyżackiego

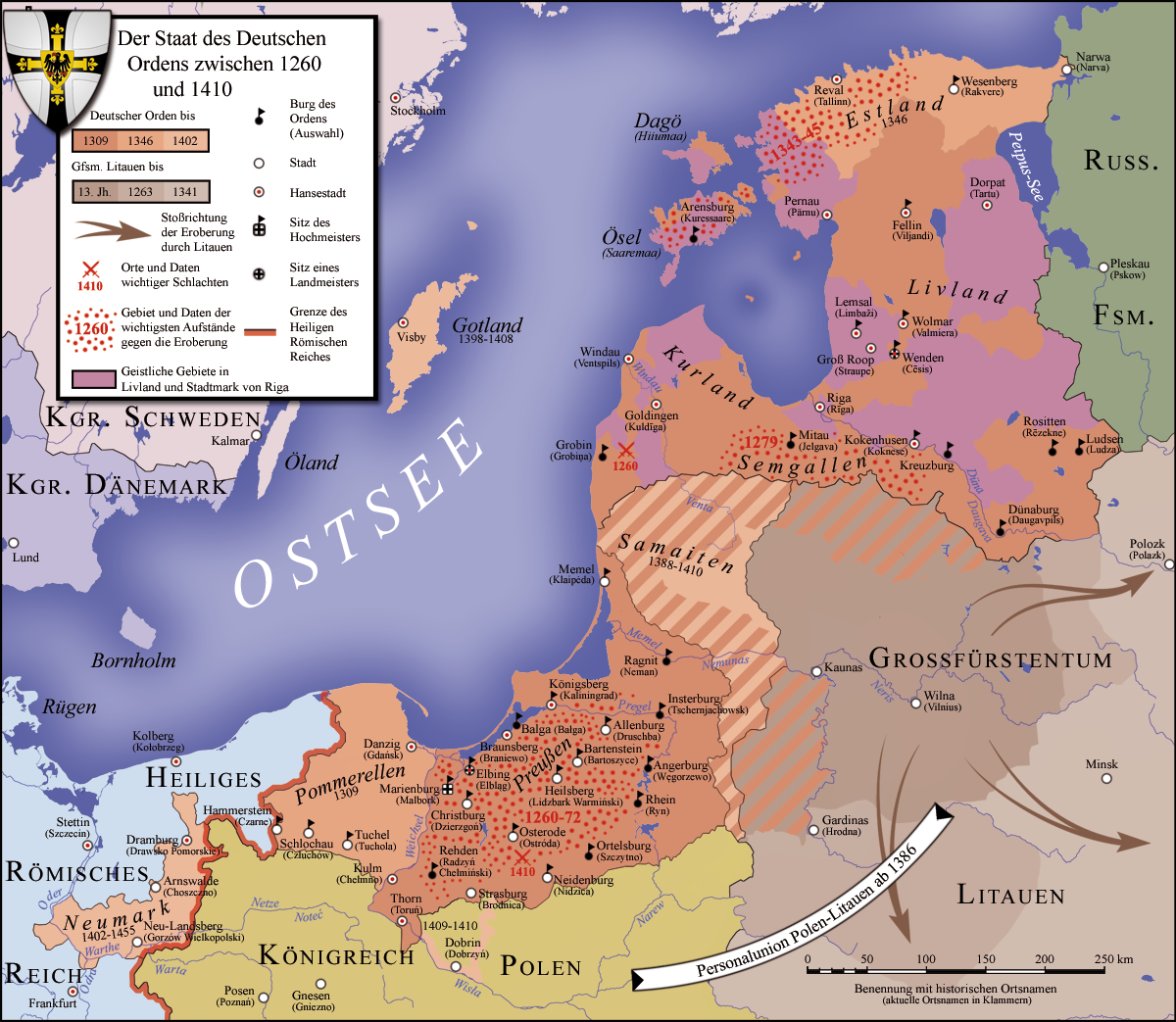
Posiadłości zakonu krzyżackiego w 1410

Zastawienie Nowej Marchii poprzedzone było zakupem przez Zakon ziemi świdwińskiej od rodu Wedlów (14 maja 1384 r.), wsi Nętno od Borków (1388) oraz ziemi drawskiej (sierpień 1400 r.) od Zygmunta Luksemburskiego.
Jeszcze przed zatwierdzeniem transakcji zakupu przez Zygmunta, wystawił on 9 marca 1402 r. stanom nowomarchijskim dokument gwarantujący ich przywileje. Przysięgę lenną złożyły stany Zakonowi 9 sierpnia 1402 r. Przejmowany obszar Nowej Marchii z Drezdenkiem i Świdwinem wynosił 150,40 mil², czyli 8281,46 km². Nowa Marchia, położona na szlaku komunikacyjnym łączącym Prusy z Rzeszą, stanowiła dla Zakonu cenny nabytek, zabezpieczając stałą łączność z zachodem. Miała również znaczenie strategiczno-militarne oraz polityczne szczególnie ważne w obliczu wojny z Polską, gdyż w ten sposób Krzyżacy oskrzydlali państwo polskie również od północnego zachodu.
Zakon krzyżacki od początku starał się odbudować materialne podstawy władzy państwowej oraz ukrócić anarchię. Już przy zastawie w 1402 r. zastrzegł on sobie prawo wykupu dawnych dominialnych (czyli stanowiących własność margrabiów) młynów, przez Wittelsbachów i Luksemburgów pozastawianych miastom. W ciągu kilku lat władze skupiły w swym ręku wszystkie prawie młyny (z wyjątkiem Chojny). Własnością zakonu stawały się resztki dominialnej własności ziemskiej, którą poszerzano przez wykup z rąk mieszczaństwa i rycerstwa. Tworzono dlatego dwory zakonne (Chomętowo 1402, Choszczno 1403, Gorzów, Drawsko, Myślibórz, Chojna 1445, Ługi koło Dobiegniewa 1450) z włodarzami (Hofmeister) na czele, którzy wraz z zamkami w Drezdenku (faktycznie od 1408 r., gdy wykupione zostały dobra von Ostenów) i Świdwinie były oparciem dla wójta (naczelnego zarządy Nowej Marchii, podległego bezpośrednio wielkiemu mistrzowi), rezydującego w tym drugim mieście. Od 1443 r. rolę siedziby wójta pełnił raczej Gorzów, gdzie przystąpiono do wznoszenia zamku. W 1441 r. z Nowej Marchii wydzielono wójtostwo świdwińskie jako dożywotnie uposażenie zasłużonego dostojnika Waltera Kirschkorba, potem Hansa Dobenecka. Oprócz okręgów zamkowych zorganizowanych przez władze zakonne zachował się pochodzący z czasów askańskich podział na ziemskie okręgi podatkowe, tzw. rajtarie (Landreiterei).
| Wójt                              | Lata                                                |
| --------------------------------- | --------------------------------------------------- |
| Baldwin Sta(h)l                   | 25.07.1402 – 04.1408                                |
| Arnold von Baden                  | IV.1408 – 03?.1410                                  |
| Michael Küchmeister von Sternberg | przed III.1410 – fakt. IX.1410 formalnie pocz. 1411 |
| Albrecht (Berka) von der Dube     | 02.1411 – koniec 1412                               |
| Hoyer von Mandern                 | pocz. 1413 – ok. 13.06.1413                         |
| (Alek)Sander von Machwitz         | 06.1413 – 10.1420                                   |
| Jost (Jodok) von Strupperg(er)    | 10?.1420 – koniec 1421?                             |
| Walter Kirschkorb (Kerskorf)      | koniec 1421? – 27.12.1428                           |
| Mikołaj (von) Ni(e)ckieritz       | 27.12.1428 – 15/29.09.1430                          |
| Henryk (von) Rabenstein           | 09.1430 – 04.1435                                   |
| Hans (von) Dobeneck (Thobenecker) | 04.1435 – 09.1438                                   |
| Hans von Stockheim                | 11.1438 – 10.1439?                                  |
| Walter Kirschkorb                 | 04.1440 – 28.05.1441                                |
| Jerzy von Egloffstein             | 06.1441 – ok. 15.11.1448                            |
| Hans (von) Dobeneck (Thobenecker) | ok. 15.11.1448 – 2.11.1450                          |
| Krzysztof Eglinger                | 2.11.1450 – 1454                                    |

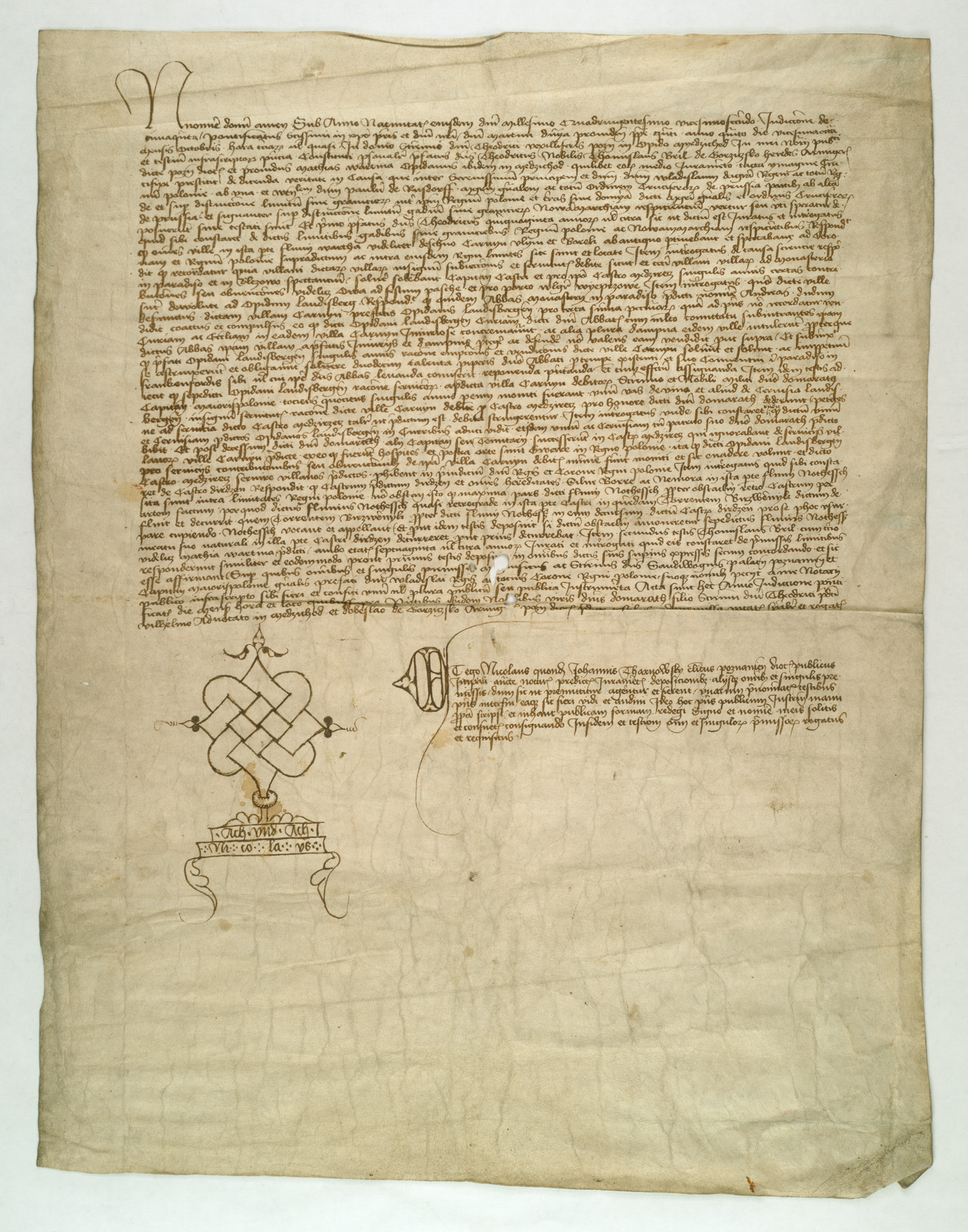
Protokół zeznań o przebiegu granicy między Królestwem Polskim a Nową Marchią z 1422

Próby okiełznania anarchii nie powiodły się na dłuższą metę. Zatarg z joannitami o komandorię chwarszczańską, po długoletnim procesie przed najwyższymi władzami kościelnymi, zakończył się zwróceniem im posiadłości. Obok wojen prywatnych między poszczególnymi rodami rycerskimi, Nowa Marchia przeżywała najazdy rycerzy z krajów ościennych, np. panów von Quitzow z Brandenburgii. W okresie zmagań polsko-krzyżackich na tereny Nowej Marchii raz po raz wkraczały polskie i pomorskie wojska. Ciągłe zatargi i wojny z Polską spowodowały przeniesienie siedziby wójta do Chomętowa od 1413 r., w pobliże granicy. Szczególnie wielkie spustoszenia wywołała polsko-czeska wyprawa pod wodzą Jana Czapka z Sán i wojewody poznańskiego Sędziwoja Ostroroga, która w 1433 r. przez Nową Marchię dotarła do Bałtyku.
Nowa Marchia stawała się trwale zjednoczona z resztą ziem Zakonu. Zygmunt Luksemburski zrzekł się wszelkich praw do niej 7 września 1429 r. Opozycja antykrzyżacka w Nowej Marchii wzmagała się jednak z czasem, orientując się bądź na przyłączenie jej do Polski bądź, szczególnie wśród mieszczaństwa, na integrację z Brandenburgią (np. spisek miast na czele z Choszcznem w 1443 r.; wspierający opozycję elektor brandenburski Fryderyk II – roszczący sobie prawa do Nowej Marchii w wyniku podziału Marchii Brandenburskiej z 1437 r. dokonanego przez Fryderyka I – został zaspokojony przez zakon sumą 30 000 florenów w układzie zawartym we Frankfurcie nad Odrą 16 października 1443 r. i godził się zrezygnować z nowomarchijskiej części dziedzictwa po Askańczykach). Polska próbowała uzyskać Nową Marchię m.in. po wygranej wielkiej wojnie z zakonem w 1412 r., potem jeszcze w 1454 r., tuż przed przejęciem jej przez brandenburskich Hohenzollernów – jednak bezskutecznie.
W chwili wybuchu wojny Zakonu z Polską, aby uzyskać pieniądze na zaciąg wojska, 22 lutego 1454 r. doszło do tajnego porozumienia pomiędzy elektorem Fryderykiem II a wielkim mistrzem krzyżackim co do zastawu Nowej Marchii, pierwotnie za bardzo niską sumę 40 000 złotych reńskich. Stany nowomarchijskie złożyły hołd elektorowi Fryderykowi II w kwietniu 1454 r. w Gorzowie, zaś sam traktat zawarto w Gniewie 19 września 1455 r., przy czym elektor przyznał Zakonowi prawo wykupu Nowej Marchii za 100 000 złotych reńskich, ale dopiero po swojej śmierci. Ostateczna rezygnacja zakonu z praw do wykupu Nowej Marchii nastąpiła dopiero w 1517 r. za rządów elektora Joachima I Nestora.

## Dynastia Hohenzollernów

### Odnowa kraju
Elektor Fryderyk II przywiązywał dużą wagę do ugruntowania swojego panowania w Nowej Marchii. Zdołał skupić przy sobie większość rodów rycerskich czyniąc na ich rzecz liczne nadania i dając stanowiska na swoim dworze. Kolejni elektorzy, Albrecht III Achilles (1470-1486) i Jan Cicero (1486-1499) również wzmacniali swoją władzę oraz znaczenie szlachty, ograniczając samodzielność miast i pogarszając położenie chłopów. Siedzibą wójta krajowego stał się Kostrzyn.
Od czasu objęcia władzy przez Hohenzollernów, w kraju przez kilkanaście lat panował względny spokój. Po śmierci księcia szczecińskiego Ottona III (1464) elektor Fryderyk II wywołał „wojnę o sukcesję szczecińską” i powołując się na stare przywileje zwierzchnictwa margrabiów nad Pomorzem, rywalizował z książętami wołogoskimi o spadek po Gryficie. W 1467 r. armia elektorska wkroczyła na Pomorze, zaś w latach 1468 i 1469 książę Eryk II najechał na Nową Marchię. Wojna odnowiła się w 1478 r.; Pomorze wyszło z niej częściowo pokonane, a Bogusław X uznał się w 1479 r. lennikiem elektora Albrechta.
Na mocy traktatu z księciem żagańsko-głogowskim Janem III (1435-1504), kończącego tzw. sukcesyjną wojnę głogowską, przyłączono w 1482 r. do Nowej Marchii jako zastaw ziemię krośnieńską, sulechowską, lubską i bobrowicką, o łącznej powierzchni 33,52 mil², czyli 1845,71 km².
| Landwójt                | Lata                   |
| ----------------------- | ---------------------- |
| Otto von Schlieffen     | 1454 – 1455/56?        |
| Paweł von Conrestorff   | 1455/6 – 1457/58?      |
| Dionizy von der Ost     | 1460? – 1466?          |
| Paweł von Conrestorff   | 1466? – 1467           |
| Henryk von Borcke       | 10.04.1467 – lato 1470 |
| Jakub von Polentz       | 3.10.1472 – 1475       |
| Krzysztof von Polentz   | 24.05.1476 – 1497      |
| Bernd Rohr              | 1497 – 1503/5          |
| Mathias von Uchtenhagen | 1505 – 1511            |
| Kerstian von Brocke     | 1511 – 1524/26         |
| Asmus von Schönebeck    | 1526?                  |
| Kurt von Burgsdorf      | 1526 – 1535?           |

### Państwo Jana z Kostrzyna

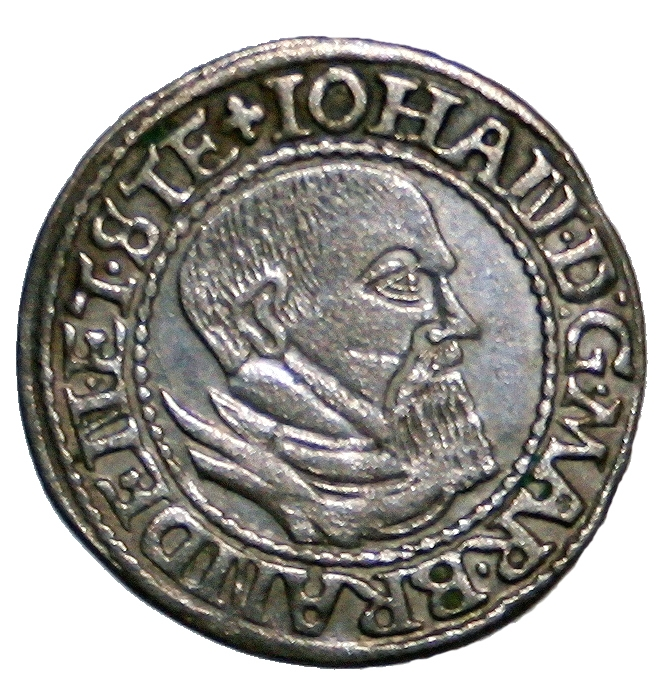
Grosz Jana z Kostrzyna z jego wizerunkiem, rok 1545

W 1535 r. Joachim I Nestor umierając zastrzegł w testamencie (1534), że dwaj jego synowie, Joachim i Jan będą równocześnie sprawowali władzę w Marchii. Akt ten, choć niezgodny z poleceniem elektora Albrechta Achillesa (Depositio Achilea, 1473) oraz postanowieniami Złotej bulii cesarza Karola IV Luksemburskiego (1356), które zawarowały niepodzielność terytorium elektorskiego – wprowadzono jednak w życie. Doszło w ten sposób do podziału Brandenburgii na dwa państwa – rządy w Marchii Starej, Środkowej i Wkrzańskiej, hrabstwie Ruppin i Prignitz objął Joachim II, zaś w Nowej Marchii, ziemi torzymskiej wraz z Księstwem Krośnieńskim, Sulechowem, Lubskiem z ziemią bobrowiecką oraz majątkami Chociebuż i Peitz (w sumie ok. 12 500 km²) rozpoczął Jan, który 20 stycznia 1536 r. przyjął hołd stanów nowomarchijskich w Chojnie. Choć formalnie godność elektorska należała się tylko Joachimowi, Jan posiadał odrębny głos na sejmie Rzeszy, prowadząc politykę niezależną, czasem wręcz sprzeczną z wolą brata.
W 1536 r. przeniósł on siedzibę centralnej administracji z Myśliborza do Kostrzyna, gdzie rozbudował zamek i założył twierdzę. Przystąpił do zorganizowania scentralizowanego aparatu władzy, obejmującego wszystkie dziedziny życia kraju, a zwłaszcza sprawy wymiaru sprawiedliwości – powstał Sąd Nadworny (Hofgericht) ok. 1540 r., Sąd Kamery w 1548 r. (Kammergericht) – stosunków lennych, poboru podatków (kataster z 1562 r.) i wojskowości. Urząd namiestnika został zastąpiony rządem niezależnym od berlińskiego, składającym się z kanclerza oraz jego doradców i sekretarzy. Rządowi margrafa podlegali bezpośrednio urzędnicy wykonawczy, tzw. ziemscy urzędnicy konni. Do administrowania dobrami powołano Urząd Kamery (Amtskammer), którym kierował podskarbi. Podporządkowano mu 9 domen (Amt) w Cartzig, Cottbus, Krośnie Odrzańskim, Drezdenku, Kostrzynie, Peitz, Świdwinie, Lubsku i w Sulechowie. Ograniczeniu uległa samodzielność miast, a szlachta skupiona wokół panującego stała się w większości uległym instrumentem jego władzy. Słaba pozycja stanów nowomarchijskich widoczna była w rzadszym zwoływaniu sejmów, które w okresie 35-letniego panowania Jana z Kostrzyna zebrały się tylko około 10 razy. Pomimo absolutystycznych tendencji margrabiego Jana, za jego czasów zaznaczył się dalszy rozwój instytucjonalnych form życia stanowego. Wykrystalizowało się pojęcie powiatu (Kreis), jednocześnie zanikły podziały na tzw. ziemie (terrae – Landschaften). Podział na powiaty został po raz pierwszy wspomniany w dokumencie z 6 lipca 1548 r., który wymieniał powiaty gorzowski, drawski, torzymski i choszczeński. Prawdopodobnie powstały niewiele wcześniej, gdyż jeszcze w 1546 r. istniały na tym obszarze ziemie (Land). Powiaty podzielono były wówczas na przednie (chojeński, myśliborski i gorzowski), tylne (choszczeński, strzelecki, drawski i świdwiński) i wcielone (torzymski, krośnieński i sulechowski oraz położone na Dolnych Łużycach Cottbus i Peitz).
Lata rządów Jana to również okres rozwoju gospodarczego Nowej Marchii i przełamania kryzysu demograficznego. Prowadził on aktywną politykę celną, zwłaszcza dotyczącą ruchu handlowego między Wielkopolską a Szczecinem przez terytorium Nowej Marchii. Oprócz podwyższenia cła ściąganego w Kostrzynie, wprowadził tam w 1547 r. nowe cło odrzańskie oraz pobierał cło od bydła pędzonego przez jego władztwo. W Nowej Marchii obowiązywały także brandenburskie cła od wina, cła od towarów przewożonych w beczkach, a po śmierci margrabiego Jan – również nowe cła zbożowe. W momencie jego śmierci w kasie państwa znajdowało się 50 000 talarów (ok. 65 000 guldenów) gotówki.
W 1535 r. Jan z Kostrzyna odmówił potwierdzenia zawartego w Halle układu w sprawie obrony wiary katolickiej, a w 1538 r. oficjalnie uznał luteranizm za religię obowiązującą na terytorium Nowej Marchii, rok wcześniej niż margrabia Joachim. Wiara luterańska, dotąd pozostająca w Nowej Marchii niemal w swoistym podziemiu, zaczęła szybko rozprzestrzeniać się, w zasadzie bez sprzeciwów ze strony Kościoła katolickiego. Względnie silny opór stawiali joannici, posiadający rozległe dobra w Nowej Marchii i autonomiczną pozycję w samej Brandenburgii. Pod naciskiem margrabiego przyjęli oni w 1538 r. luteranizm, a w 1540 r. Jan pod groźbą użycia siły przeniósł komturię z Chwarszczan do Świdwina. W 1539 r. zlikwidowany został klasztor cystersów w Mironicach, ok. 1540 Krosno opuścili franciszkanie i dominikanie, upadł także gorzowski klasztor kartuzów. Sekularyzacja dóbr kościelnych spowodowała wzrost liczby domen z 9 do 18 (1539 Mironice, Bierzwnik i Sarniak, 1540 Chwarszczany i subdomena Dębno, 1543 Myślibórz, 1552 Recz, 1555 Beeskow i Storkow, 1556 Lietzen).
W 1558 r. Nowa Marchia (wraz z ziemią torzymską) została formalnie nadana Janowi w lenno przez cesarza, przez co utrwalił się podział na marchię elektoralną i Nową Marchię – nazwa ta obejmowała całe władztwo Jana z Kostrzyna.
Po niemal jednoczesnej śmierci elektora Joachima II i margrabiego Jana (bez męskiego potomka) – 3 i 10 stycznia 1571 r. – Nowa Marchia powróciła oficjalnie do elektoratu Brandenburgii, pod rządami najstarszego i jedynego pozostałego przy życiu syna elektora Joachima II – Jana Jerzego. Stanom nowomarchijskim udało się jednak utrzymać samodzielność kosztem przejęcia 1/3 długów państwowych (500 000 talarów), choć uchwalone przez nie na sejmie w Myśliborzu w 1572 r. specjalne świadczenia podatkowe na ten cel wpływały nadal bezpośrednio do kasy państwowej. Kostrzyn pozostał siedzibą rządu i innych urzędów krajowych, utracił jednak funkcję stałej rezydencji władcy.

### Brandenburgia-Prusy

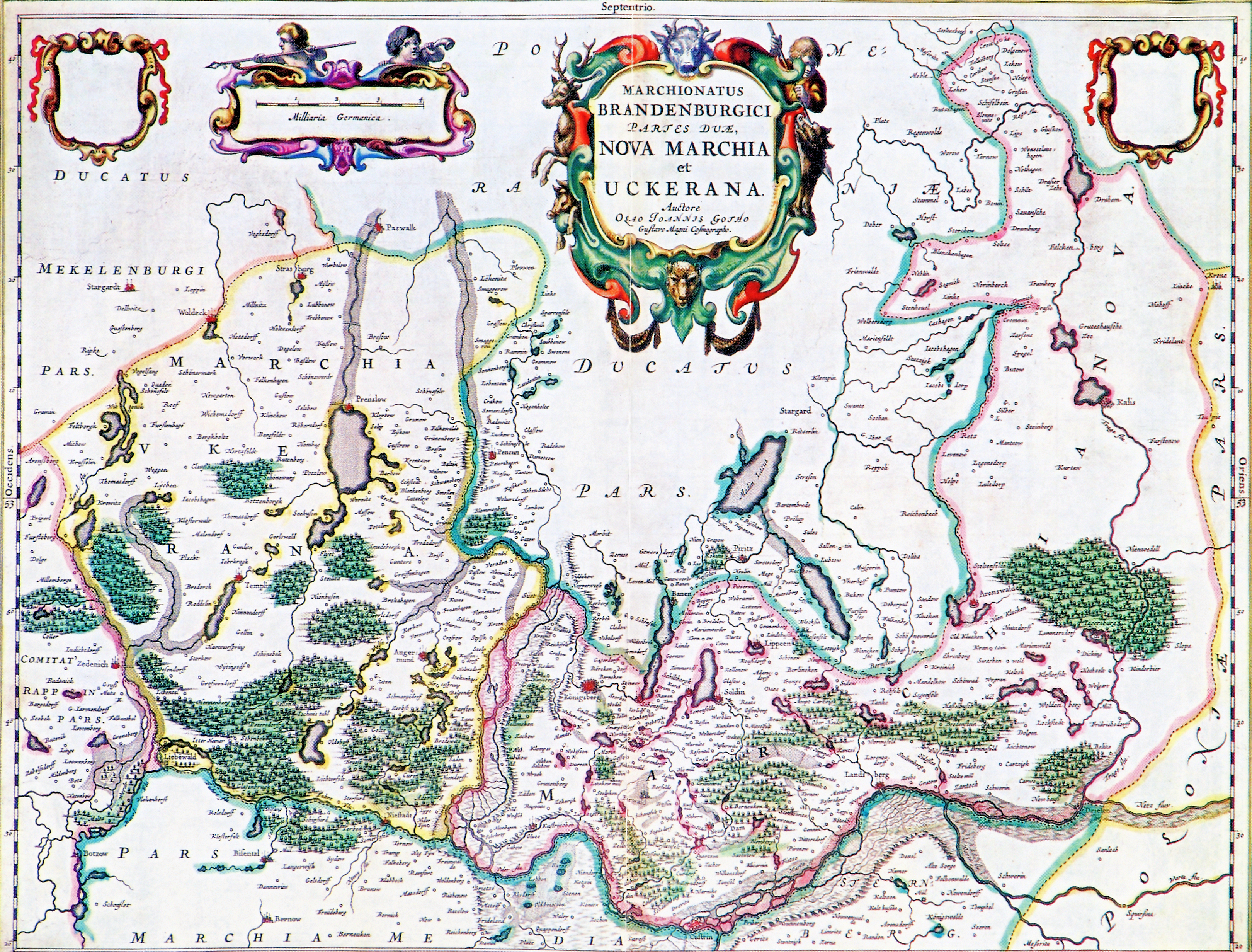
Mapa Nowej Marchii i Marchii Wkrzańskiej z dzieła Joannes Blaeu’a „Atlas Maior sive Cosmographia Blaviana” z roku 1662

Czasy panowania Jana z Kostrzyna i następne lata aż do wybuchu wojny trzydziestoletniej (1618–1648) to okres stabilizacji i względnego dobrobytu Nowej Marchii. Korzystała ona z ogólnoeuropejskiej koniunktury na zboże i produkty leśne, co bezpośrednio stało się czynnikiem powstawania wielkich majątków junkierskich. Próby ponownego podziału państwa podejmowane przez elektora Jana Jerzego, posiadającego liczne potomstwo, nie zakończyły się pomyślnie. Ostatecznie sprawę dziedziczenia rozwiązano układem w Gera (1599), uznając całość ziem brandenburskich za niepodzielną.
W okresie wojny trzydziestoletniej kolejni elektorzy brandenburscy próbowali lawirować pomiędzy obozem cesarskim a Szwedami, gdyż szybko okazało się, że koncepcja neutralności Elektoratu nie odpowiada żadnej z walczących stron. Nowa Marchia pozostawała poza działaniami wojennymi do 1626 r. Zimą 1626/1627 kraj dotknął niszczący najazd Kozaków (lisowczyków) idących z Polski, zwerbowanych przez Inflantczyka Aleksandra Reckwitza, a nie przyjętych na służbę przez cesarza. W 1629 r. wkroczyły wojska cesarskie pod dowództwem Wallensteina, które stacjonowały w Nowej Marchii do 1631 r., kiedy to Szwedzi opanowali prawie całe jej terytorium. Po śmierci króla szwedzkiego Gustawa Adolfa w bitwie pod Lützen, armia cesarska wyparła Szwedów z części terytorium, obsadzając swoimi załogami m.in. Gorzów i Frankfurt. Po zamordowaniu Wallensteina (16 lutego 1634 r.) sytuacja uległa zmianie. Na nowo rozgorzały walki w Nowej Marchii i Szwedzi ponownie opanowali kraj w 1635 r., przy czym wojskom cesarskim udało się utrzymać przyczółki m.in. w Myśliborzu, Chojnie i Gorzowie. W 1637 r. do penetrujących Nową Marchię wojsk cesarskich i szwedzkich doszły jeszcze saskie. Dopiero od 1641 r. nastąpiło uspokojenie wojennej zawieruchy, gdy nowy elektor brandenburski Fryderyk Wilhelm zawarł ze Szwedami układ rozejmowy na zasadach uti possidetis. Ostatnie garnizony szwedzkie ewakuowano z Nowej Marchii po zawarciu pokojowego traktatu westfalskiego w 1648 r., ale dopiero w 1650 r. przekazali oni Brandenburczykom Gorzów i Chojnę.
Kraj został znacznie wyniszczony i wyludniony, co jeszcze spotęgowały epidemie dżumy w latach 1625–1626, 1630-1631 i 1638-1639 oraz susza w latach 1635–1636. Zaludnienie miast Nowej Marchii spadło średnio o ok. 50%, co było odsetkiem i tak mniejszym niż w innych regionach Marchii Brandenburskiej (w Marchii Wkrzańskiej ok. 88%, w Starej Marchii ok. 82%, w okręgu Ruppin i Prignitz ok. 78%, w Marchii Środkowej ok. 60%). Przykładowo Ośno, Drossen i Mieszkowice utraciły prawie 100% przedwojennego zaludnienia, Chojna 87% mieszkańców, Kostrzyn 53%, Choszczno i Świdwin ok. 20%.
Nowa Marchia była w owym czasie najmniej dochodową częścią władztwa elektora Fryderyka Wilhelma – w 1640 r. na ok. 440 000 talarów dochodu brutto, tylko 50 000 pochodziło z Nowej Marchii; dla porównania, 200 000 talarów dostarczały Prusy, 90 000 Kleve-Mark i 100 000 Marchia Elektoralna. Po zakończeniu wojny elektor przystąpił do odbudowy Brandenburgii, posiłkując się zasobami gospodarczymi Prus Książęcych. Wyrazem prób mających na celu uporządkowanie stosunków gospodarczych był edykt elektora brandenburskiego z 1643 r., nakazujący kupcom przejazd szlakiem handlowym z Frankfurtu do Polski wyłącznie terenem Nowej Marchii. Dla zwiększenia dochodowości państwa wprowadzane zostały nowe cła wodne i lądowe dla miast Nowej Marchii w 1660 r. Z drugiej strony odbudowę militarną państwa brandenburskiego po wojnie trzydziestoletniej Wielki Elektor przerzucił na stany – miasta pokrywały 2/3 wydatków, a pozostałą 1/3 szlachta, przy czym zamiast pieniędzy można było oddawać zboże.
W okresie wojny trzydziestoletniej i w kolejnych dziesięcioleciach nastąpiły dalsze zmiany w dziedzinie życia stanowego. Wykształcił się ostatecznie urząd tzw. dyrektora powiatu (Kreisdirector, 1655 r.), rozwinęła się funkcja generalnego poborcy podatków (Einnehmer des Kreises). W 2 poł. XVII w. obok instytucji przedstawicielstwa szlachty działał konwent miast złożony z trzech wybieralnych „directores” reprezentujący trzy największe miasta Nowej marchii: Myślibórz, Chojnę i Gorzów. Szczególne sprawy spoczywały w rękach syndyka miast Nowej Marchii.
Ponownemu zaludnianiu Nowej Marchii sprzyjała m.in. wojna polsko-szwedzka (1655-1660), powodująca migrację mieszczan i chłopów z sąsiedniej Wielkopolski, jak również Śląska. Po roku 1668 przybyło tutaj również wielu arian, wypędzonych z Polski. W latach 1674–1680 skutkiem nowej wojny brandenbursko-szwedzkiej Nowa Marchia przeżyła ponowny najazd Szwedów.
Od lat 70. XVI w. na tereny Nowej Marchii zaczęły przenikać idee kalwinizmu. W 1613 r. elektor brandenburski Jan Zygmunt przeszedł na to wyznanie. Akt ten rozpoczął jednocześnie okres starć religijnych, który został tylko czasowo wstrzymany działaniami wojny trzydziestoletniej. Postanowienia pokoju westfalskiego, które równouprawniły luteran i kalwinów, stały się zarzewiem konfliktów między wyznawcami obu religii. Kalwinizmowi sprzyjał kolejny elektor – Fryderyk Wilhelm, który wobec prześladowań kalwinów przez luteran wydał w 1656 r. szereg ustaw kościelnych wymierzonych przeciw luteranom, następnie w 1662 r. i 1664 r. ogłosił edykty tolerancyjne.

## Królestwo Prus i Cesarstwo Niemieckie

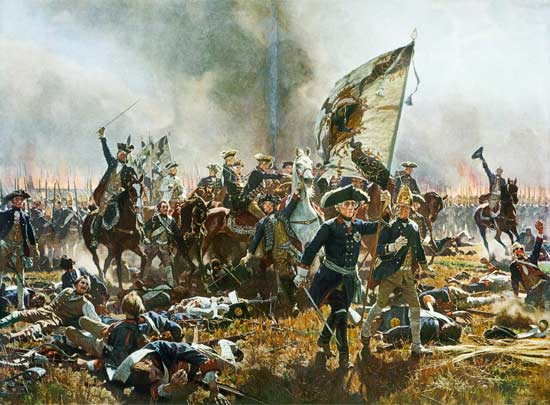
Bitwa pod Sarbinowem w 1758 r.

Wraz z powstaniem Królestwa Prus w 1701 r., sytuacja zaczęła się poprawiać. Już król Fryderyk I rozpoczął nowa falę kolonizacji, sprowadzając (na mocy wydanego edyktu poczdamskiego) m.in. uchodźców religijnych z Francji. Dalszemu umacnianiu się mocarstwowego stanowiska Hohenzollernów sprzyjały klęski Szwedów w okresie III wojny północnej (1701-1721), a zwłaszcza utrata na rzecz Brandenburgii Szczecina wraz z całym obszarem ujściowym Odry. Zagarnięcie Śląska przez Fryderyka II w latach 40. XVIII w. (w 1742 r. dołączono do Nowej Marchii pozyskaną na Austrii śląską ziemię świebodzińską) uwikłało Prusy w wojny z koalicją austriacko-rosyjsko-francuską, z których szczególne znaczenie dla dziejów Nowej Marchii miała wojna siedmioletnia (1756–1763). Trzy wielkie bitwy owej wojny rozegrały się właśnie na jej terytorium: pod Sarbinowem (Zorndorf, 25 sierpnia 1758 r.) pomiędzy wojskami pruskimi a rosyjskimi, Kijami lub Sulechowem (Kay/Züllichau, 23 lipca 1759 r.) i Kunowicami (Kunersdorf, 12 sierpnia 1759 r.). W kolejnych latach wojska rosyjskie niejednokrotnie plądrowały kraj. Rosjanie wycofali się dopiero w 1762 r., na skutek zmiany polityki wraz ze śmiercią carowej Elżbiety. Po wojnie przystąpiono do odbudowy Brandenburgii ze zniszczeń, dla której kluczowe znaczenie miała tzw. kolonizacja fryderycjańska, obejmująca swym zasięgiem również Nową Marchię. Pierwszorzędnym zadaniem była odbudowa zrujnowanych i zakładanie nowych miast i wsi, a celem – zwiększenie liczby ludności na wyniszczonych wojną obszarach. Wraz z akcją osadniczą przeprowadzono zakrojone na szeroką skalę prace melioracyjne i regulacyjne rzek.
| Lata      | Mieszk/km² |
| --------- | ---------- |
| 1698-1702 | 9,2        |
| 1732-1735 | 15,6       |
| 1766      | 17,3       |
| 1786      | 21,7       |
| 1804      | 26,3       |

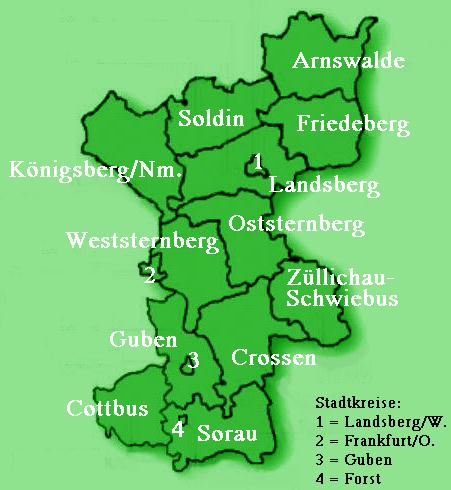
Podział terytorialny Nowej Marchii w 1818

Już przed wybuchem wojny siedmioletniej rozpoczęto osuszanie łęgów nadodrzańskich, zwłaszcza w rejonie przełomu Odry. W 1747 r. rozpoczęto budowę kanału głównego, który miał odprowadzić wody Odry najkrótszą drogą (skróconą z 45 do 19 km) od Gozdowic do Hohensaathen. Drugą fazę robót stanowiły prace odwadniające dolinę Odry przez budowę rowów melioracyjnych, mostów i śluz. Regulowanie Warty w latach 1767–1785 i osuszanie łęgów nadwarciańskich kosztowało 1,028 mln talarów, a nad brzegami Warty i Noteci do 1790 r. osiedlono ok. 15 000 ludzi, przy czym ok. 70% pochodziło z Polski (głównie sąsiedniej Wielkopolski). Kolonizacja fryderycjańska stanowiła na tym terenie największy skok w rozwoju osadnictwa rolniczego od czasów kolonizacji średniowiecznej.
Po rozbiorach Polski i zajęciu przez Prusy Wielkopolski i części Mazowsza z Warszawą, obszar Nowej Marchii stał się pomostem gospodarczym łączącym centrum państwa z zagarniętymi terytoriami. Pomimo to na początku XIX w., wraz z rozwojem przemysłu i nowych środków transportu Nowa Marchia przegrywała gospodarczo w konkurencji z Nadrenią czy Śląskiem.
Długotrwały pokój przerwany został w 1806 po klęsce Prusaków pod Jeną. Wojska francuskie w pościgu za armią pruską w dniu 1 listopada 1806 r. opanowały Kostrzyn, a następnie całą Nową Marchię. Po klęsce Napoleona pod Moskwą w 1812 r. nastąpił odwrót wojsk francuskich, ale przykładowo garnizon w Kostrzynie opierał się siłom prusko-rosyjskim do marca 1814 r.
W okresie okupacji napoleońskiej w 1808 roku siedzibę Rejencji Nowej Marchii przeniesiono z Kostrzyna do Myśliborza, a Kamery Nowomarchijskiej do Chojny. W 1813 r. oba urzędy przeniesiono do Frankfurtu nad Odrą. Reformy administracyjne Prus z lat 1815–1818 (po kongresie wiedeńskim) zmieniły również strukturę Nowej Marchii. W prowincji brandenburskiej, w rejencji frankfurckiej, pod starą nazwą Neumark znalazły się: Choszczno, Strzelce Krajeńskie, Gorzów, Myślibórz (z Pełczycami i Lipianami), Chojna (w latach 1816–1839 istniał także powiat kostrzyński, włączony następnie do chojeńskiego), a także od 1817 r. wschodnia połać ziemi lubuskiej (ziemia torzymska) jako powiat z ośrodkiem w Sulęcinie (potem od 1852 r. w Ośnie), od 1873 r. jako wydzielone powiaty Ost- i Weststernbers w Sulęcinie i Ośnie (od 1904 r. w Rzepinie). Część północną krainy (Świdwin, Drawsko) wcielono natomiast do prowincji Pomorze (rejencja koszalińska). Dawny powiat wałecki znalazł się natomiast w granicach prowincji Prus Zachodnich (do 1919 r., następnie w latach 1922–1938 wchodził w skład Marchii Granicznej Poznań-Prusy Zachodnie). Powierzchnia właściwej Nowej Marchii wynosiła 8440 km², zaś wraz z ziemią torzymską, Krosnem, Sulęcinem i Chociebużem 13 750 km²; liczba ludności w 2 poł. XIX w. wynosiła około 330 000 mieszkańców.
Prusy po upadku Napoleona (1815) przechodziły szybki etap rozwoju, który wywarł znaczny wpływ na rozwój społeczno-gospodarczy miast i wsi w XIX w. Zdecydowano się bowiem na przeprowadzenie wielu reform gospodarczych, które w znaczny sposób zmieniły zarówno strukturę społeczną społeczeństwa, jak i sytuację prawną obywateli. Istotne znaczenie miały reformy Steina i Hardenberga, likwidowały bowiem pozostałości praw feudalnych. Uwłaszczenie chłopów stworzyło im możliwości poszukiwania zajęcia i zamieszkania w środowiskach miejskich, a przez to stymulowało lepsze warunki rozwoju społeczno-gospodarczego miast. Wydarzenia Wiosny Ludów nie zmieniły oblicza Nowej Marchii, która pozostała krainą wielkich latyfundiów.
Początki kapitalizmu w Nowej Marchii sięgają XVIII w. W miastach pojawiły się pierwsze manufaktury, które w kolejnym wieku przekształcały się już w fabryki. Główne ośrodki przemysłowe stanowiły większe miasta, jak Gorzów, Choszczno, Kostrzyn, Dębno, Kalisz Pomorski, Złocieniec, Drawsko. Mniejsze miasta nie odgrywały poważniejszej roli gospodarczej, ograniczając się do roli ośrodków administracyjnych oraz usługowych wobec rolnictwa (drobny przemysł, rzemiosło i handel). Od połowy XIX w. zaczęła się rozwijać również sieć linii kolejowych.

## Republika Weimarska 1919−1933
W wyniku traktatu wersalskiego i zmiany granic Niemiec, nastąpiło masowe przemieszczanie się ludności niemieckiej oraz przenoszenie instytucji z terytoriów przyznanych Polsce do wschodnich prowincji Niemiec. Wybuch rewolucji listopadowej 1918 r. nie był tutaj tak intensywny jak w innych regionach. Wynikało to z przeważającego rolniczego charakteru tych obszarów, zaś klasa robotnicza w miastach nie decydowała o ich obliczu. Znaczny wpływ miały natomiast siły konserwatywne „starego układu politycznego”. W 1923 r. zapanowała w Niemczech ogromna inflacja, zaś w 1926 r. kryzys rolny objął wszystkie prowincje wschodniej Rzeszy, czego skutkiem była kolejna fala migracja ludności ze wsi.

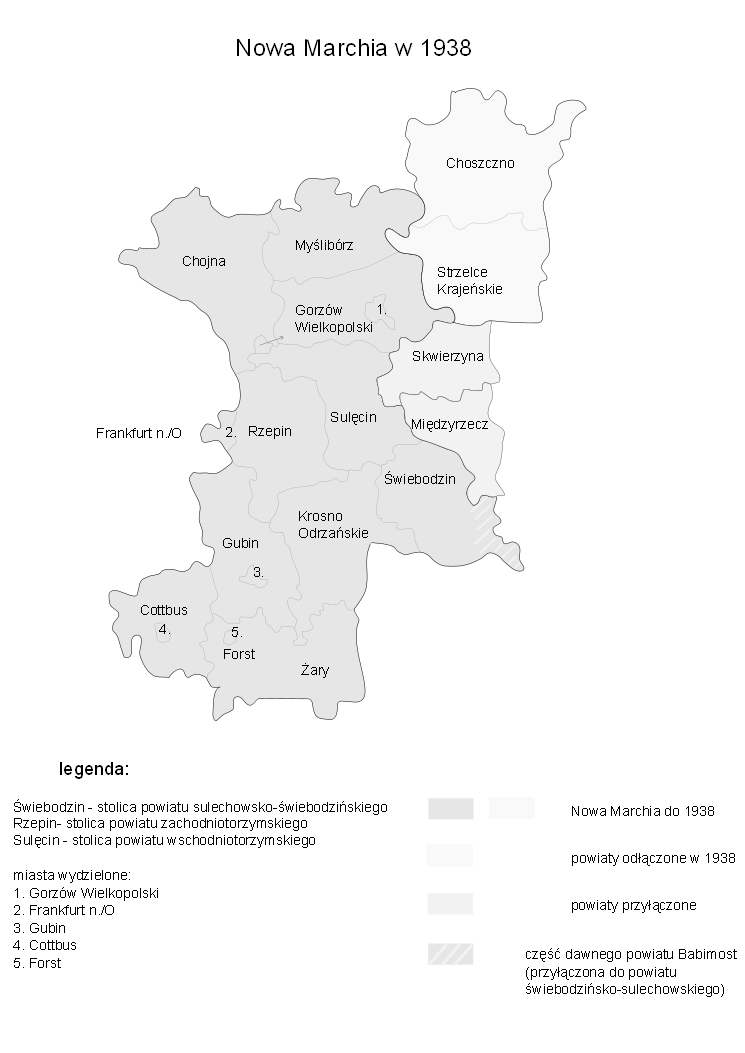

Od połowy lat 20. XX w. nasilał się ruch faszystowski i nacjonalistyczny, działały aktywnie NSDAP oraz Związek Wszechniemiecki czy „Der Patriotische Wehrverband”, organizacja nawiązująca do Związku Obrony Kresów Wschodnich, organizacje Tannenbergbund, starające się oczyścić żołnierzy niemieckich z winy klęski poniesionej w I wojnie światowej.

## III Rzesza 1933−1945
W wyniku zmian administracyjnych z 1938 r. zlikwidowano pruską prowincję Marchia Graniczna Poznań – Prusy Zachodnie. Należące do niej dotąd powiaty wałecki, trzcianecki (notecki), a także człuchowski i złotowski wraz z miastem Piłą wcielono do prowincji Pomorze. Razem z pomorskimi dotąd powiatami drawskim i szczecineckim oraz brandenburskimi choszczeńskim i strzeleckim tworzyły odtąd łącznie nowo ukształtowaną rejencję pod dotychczasową nazwą Marchia Graniczna Prusy Zachodnie. W ramach Nowej Marchii, w prowincji brandenburskiej, w rejencji frankfurckiej, pozostały powiaty chojeński, myśliborski i gorzowski, wraz z Sulęcinem, Sulechowem, Krosnem, Gubinem i Żarami.
| Powiat              | Siedziba    | Powierzchnia km² | Ludność 1939 |
| ------------------- | ----------- | ---------------- | ------------ |
| Crossen             | Krosno      | 1 307,33         | 59 158       |
| Guben               | Gubin       | 1 075,99         | 45 390       |
| Königsberg          | Chojna      | 1 522,39         | 95 924       |
| Landsberg           | Gorzów      | 1 165,98         | 52 481       |
| Meseritz            | Międzyrzecz | 706,49           | 35 155       |
| Oststernberg        | Sulęcin     | 1 120,22         | 40 595       |
| Schwerin            | Skwierzyna  | 657,58           | 20 912       |
| Soldin              | Myślibórz   | 1 144,75         | 48 655       |
| Sorau               | Żary        | 1 225,67         | 91 099       |
| West Sternberg      | Rzepin      | 1 135,73         | 44 381       |
| Züllichau-Schwiebus | Sulechów    | 1 093,97         | 58 205       |
| Łącznie             |             | 12 156,10        | 591 955      |

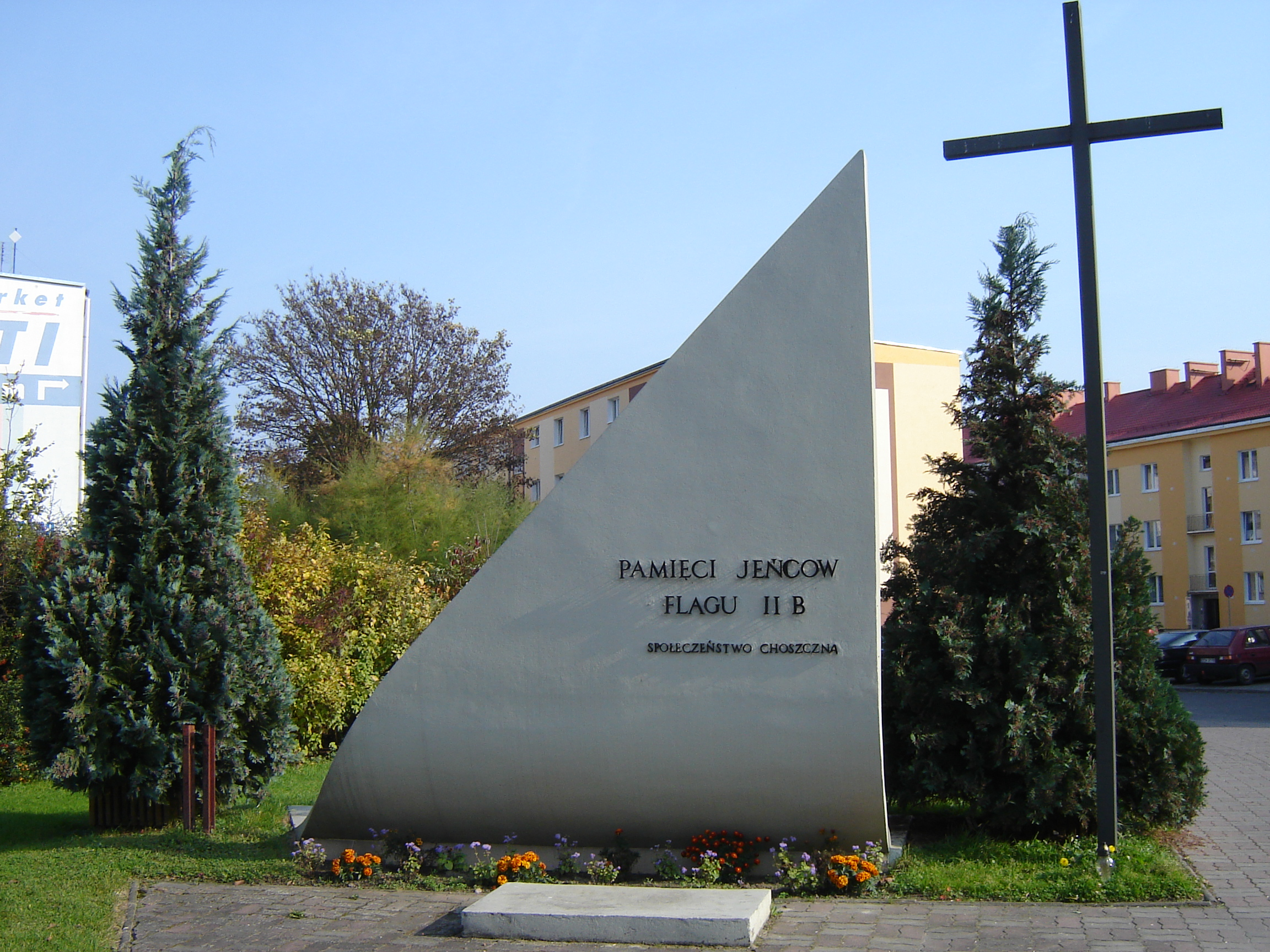
Choszczno – pomnik pamięci jeńców Oflagu IIB Arnswalde

W okresie II wojny światowej do miast nowomarchijskich napływały rzesze przymusowych robotników najpierw z okupowanej Polski, potem również Francuzi, Holendrzy, Rosjanie, Ukraińcy. W części miast utworzono obozy jenieckie oraz filie obozów koncentracyjnych:
- W Dobiegniewie istniał obóz jeniecki Oflag II C Woldenberg, w którym przebywało ok. 6000 polskich oficerów i blisko 700 podoficerów i szeregowców, głównie żołnierzy polskich z kampanii wrześniowej 1939, z walk we Francji w 1940 i z powstania warszawskiego w 1944.
- W Drzewicach (obecnie część Kostrzyna) istniał obóz jeniecki dla podoficerów i szeregowych (stalag III C Alt Drewitz), w którym więziono ponad 70 000 jeńców różnej narodowości.
- Pod Choszcznem działał obóz jeniecki dla oficerów (Oflag II B Arnswalde), w którym początkowo przebywali Polacy (przeciętnie ok. 2500 osób, m.in. gen. Franciszek Kleeberg, mjr Henryk Sucharski, ppor. Leon Kruczkowski), a od 1942 r. jeńcy francuscy (przeciętnie ok. 2600 osób).
- W Dębnie mieściła się filia obozu koncentracyjnego Sachsenhausen-Oranienburg.
- W końcowym okresie wojny w Chojnie działał podobóz obozu koncentracyjnego Ravensbrück dla kobiet.

Wraz z klęskami Niemiec na froncie wschodnim, wśród ludności zaczęły powoli narastać nastroje niepewności i strachu. Skutki wojny stawały się coraz bardziej uciążliwe w każdej sferze życia. Od końca 1944 r. na tereny Nowej Marchii zaczęła napływać ludność z terenów zajętych przez wojska radzieckie (Prusy Wschodnie) oraz z zachodnich Niemiec, narażonych na częste naloty alianckie. Druga fala ucieczek miała miejsce po ruszeniu radzieckiej ofensywy zza Wisły w styczniu 1945 r. Odsetek ludności objętej ewakuacją i ucieczką jest trudny do oszacowania; dla terenów Wschodniej Brandenburgii do czasu kapitulacji Niemiec podaje się, że było to ok. 50% ludności, czyli ok. 330 000 osób.
Zniszczenia zabudowy miast i wsi w wyniku działań wojennych były znaczne. Przykładowo Drawsko Pomorskie utraciło ok. 80% zabudowy, Choszczno ok. 85%, Kalisz Pomorski i Kostrzyn ok. 90%, Dębno ok. 30%. Niektóre miasta ulegały niszczeniu już po zakończeniu działań wojennych (np. Myślibórz).

## Po II wojnie światowej

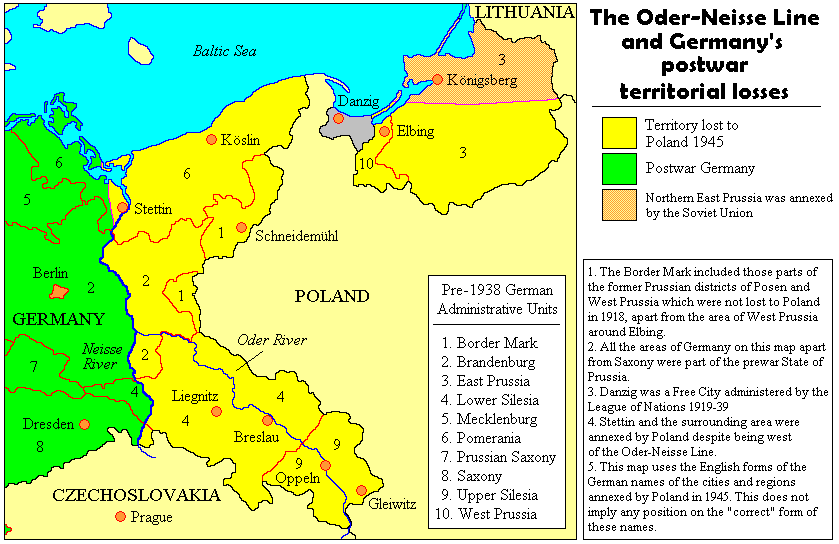
Zmiany terytorialne po 1945

W pierwszych tygodniach po kapitulacji Niemiec miał miejsce masowy powrót ludności niemieckiej do stałych miejsc zamieszkania. Oprócz naturalnej potrzeby powrotu, stymulatorem była też administracja radzieckiej strefy okupacyjnej, gdyż duże nagromadzenie uciekinierów stwarzało tam poważne problemy kwaterunkowe i aprowizacyjne. Kolejne fale migracji to prowadzona w okresie ok. 20 czerwca – 20 lipca 1945 r. akcja wysiedleń wojskowych głównie z powiatów nadgranicznych (ogólnie nieudana), „dobrowolne” wyjazdy na jesieni 1945 r., masowe przesiedlenia w 1946 r. do brytyjskiej i w 1947 r. do radzieckiej strefy okupacyjnej. W latach 1948–1959 były to już o wiele mniejsze liczebnie migracje, początkowo w ramach transferu siły roboczej do stref okupacyjnych, rozwiązywania obozów pracy i przesiedlania jeńców wojennych, a następnie akcji łączenia rodzin.
W tym też czasie uruchomiono zasiedlanie kraju ludnością napływową, głównie z terenów polskich wcielonych do ZSRR, czyli przymusowych polskich wysiedleńców z województw kresowych, następnie z centralnej Polski (poznańskie, łódzkie, warszawskie) oraz reemigrantami powracającymi z Niemiec. Największy ruch osadników trwał w połowie 1946 podczas fali przymusowych wysiedleń ludności polskiej z Kresów Wschodnich. Główny etap osadnictwa polskiego kończyła akcja „Wisła”, czyli przymusowe przesiedlenie ludności ukraińskiej z południowo-wschodniej Polski w 1947 r. Swą działalność PUR-y zakończyły w zasadzie do 1949 r. Rozpoczął się proces powolnego zagospodarowywania dawnej Nowej Marchii.
W wyniku ustalenia granicy na Odrze większość obszaru Nowej Marchii znalazła się w granicach Polski, zaś jej część po stronie zachodniej rzeki (Chociebuż) w późniejszej NRD. W 1945 r. powiaty południowo-wschodnie połączono z Wielkopolską, z jej ekspozyturą w Gorzowie, zaś choszczeński, chojeński i myśliborski (wydzielono z niego część z Lipianami i dołączono do powiatu pyrzyckiego) podporządkowano władzom wojewódzkim w Szczecinie. W 1950 r. powiaty gorzowski i strzelecki wcielono do nowego województwa zielonogórskiego, zaś świdwiński, drawski i wałecki do utworzonego województwa koszalińskiego.
W wyniku podziału administracyjnego z 1975 r. likwidowane powiaty choszczeński, strzelecki, gorzowski, myśliborski, znalazły się w nowym województwie gorzowskim, natomiast wałecki w województwie pilskim, chojeński w szczecińskim, drawski i świdwiński pozostały w koszalińskim.
W ramach podziału administracyjnego z 1999 r. część dawnego powiatu chojeńskiego złączono z zachodniopomorskim powiatem gryfińskim, do województwa zachodniopomorskiego włączono poza tym powiaty: wałecki, myśliborski wraz z pozostałą częścią powiatu chojeńskiego (Dębno), choszczeński z częścią myśliborskiego (Pełczyce). Powiaty gorzowski i strzelecki weszły w skład województwa lubuskiego.

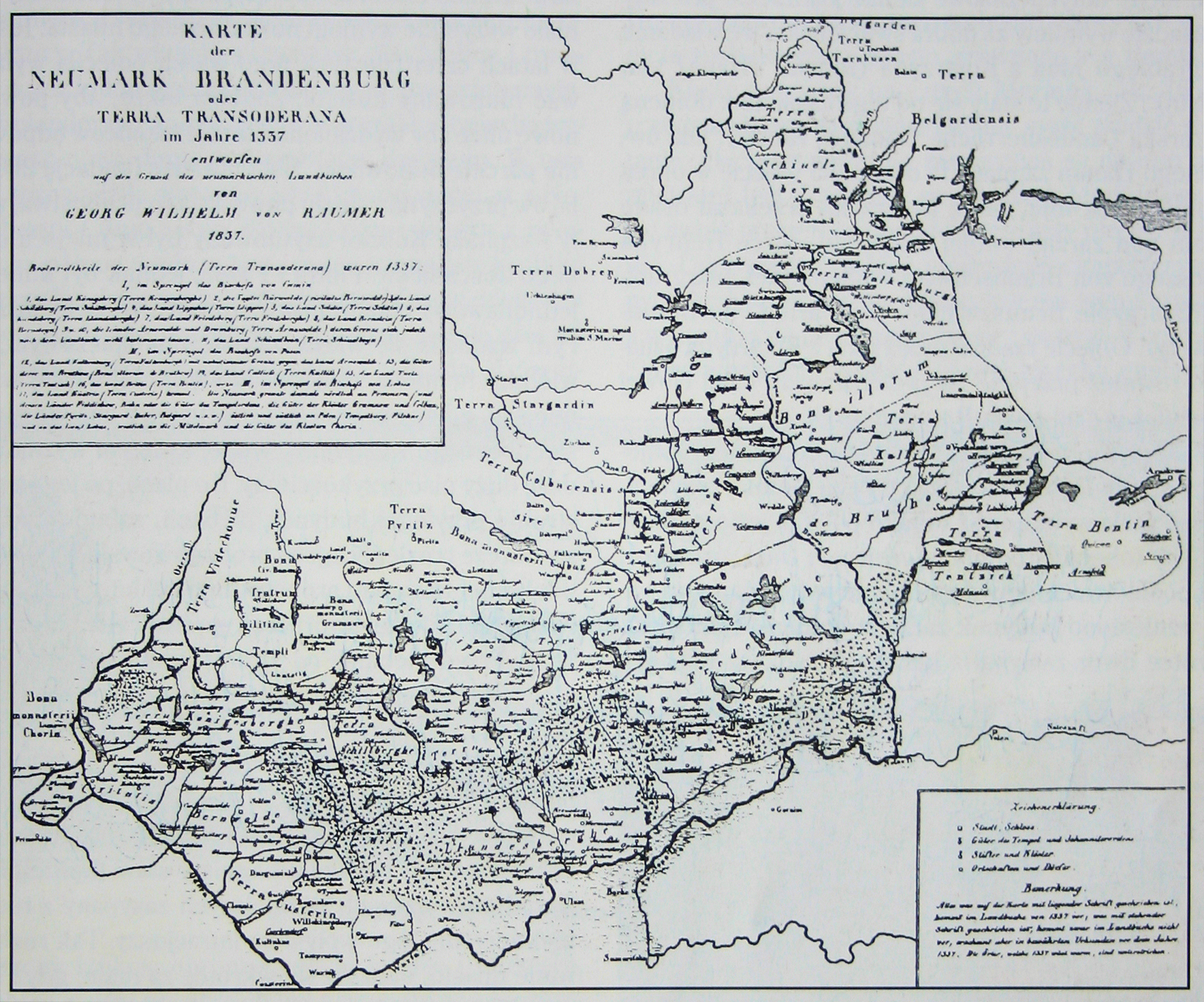
Sieć osadnicza Nowej Marchii około roku 1337 według księgi ziemskiej Ludwika I Starszego

## Gospodarka i stosunki społeczne

### Wieś, rolnictwo
W okresie średniowiecza źródłem zamożności Nowej Marchii była eksploatacja potężnych terenów leśnych, których produkty spławiano w dół Warty i Odry, oraz intensywna uprawa zbóż na dość urodzajnych, gliniastych terenach między dolną Wartą a Odrą. Na pozostałym obszarze przeważają gleby bielicowe, nie sprzyjające gospodarce rolnej i hodowlanej. Na polach, uprawianych na zasadach gospodarki trójpolowej, siano żyto, pszenicę, jęczmień, owies, grykę i proso (uprawa ziemniaków rozpowszechniła się dopiero za rządów Fryderyka Wielkiego). Hodowla była słabo rozwinięta i obejmowała m.in. konie, krowy, woły, świnie i owce. Jedną z głównych gałęzi gospodarczych było browarnictwo, później ograniczone przez wprowadzenie tzw. prawa do warzenia piwa.
Mimo licznych wojen i najazdów z zewnątrz gospodarka rolna w XIII i XIV w. musiała być dość aktywna i wydajna, wnioskując z faktu znacznego postępu urbanizacji, który byłby niemożliwy bez wytwarzania nadwyżek płodów rolnych przez miejscowe rolnictwo. Rolnictwo owego czasu wiele zyskało wskutek pojawienia się zakonów. Nastąpił wzrost kultury rolnej, pozyskiwane były dla rolnictwa nieużytki, karczowane lasy, osuszane mokradła i budowane kanały, mosty czy młyny. Zakony trudniły się również handlem, czego świadectwem są uzyskane np. przez templariuszy przywileje targowe oraz zwolnienia od ceł na obszarze całego Pomorza Zachodniego otrzymane od księcia Barnima I w 1236 r. Uzyskane dochody pozwoliły na wznoszenie kościołów i domów zakonnych.
Zasadniczym przełomem w kształtowaniu osadnictwa wiejskiego było upowszechnienie gospodarki czynszowej na początku XIII w. w wyniku akcji kolonizacyjnej prowadzonej przez margrabiów brandenburskich oraz możne rody rycerskie. Towarzyszyło temu scalanie rozproszonych osad i nadawanie im racjonalnych planów. Przeobrażone lub nowo założone wsie otrzymywały układy w postaci owalnic czy ulicówek. Umiejscawiane były przy ważniejszych drogach i przy wodzie (jezioro, rzeka). W ok. 70% były to nowe osady najczęściej w formie owalnicy, nie posiadające swej bezpośredniej słowiańskiej poprzedniczki, które w korzystnych warunkach rozwijały się szybciej i powodowały zahamowanie miejscowej gospodarki słowiańskiej. Część miejscowej ludności ulegać zaczęła germanizacji (choć w o wiele mniejszym stopniu niż na innych obszarach Brandenburgii; element słowiański trwał długo nawet w zachodniej części Nowej Marchii, zaś na pograniczu z Wielkopolską Niemcy byli w mniejszości), część natomiast, zachowując swoją odrębność plemienną, ulegała pauperyzacji.
Wsie lokowane na prawie niemieckim posiadały instytucję sołtysa, oczynszowanie, wymierzone w łanach role, wprowadzony trójpolowy system upraw oraz autonomię sądowniczą. Normą w Nowej Marchii były wioski o średniej wielkości 64 łanów (przyjmuje się, że łan obejmował 17-20 ha ziemi); na 279 wsi wymienionych w katastrze Ludwika I Starszego z 1337 r., takich było 122. W osadach kościół parafialny otrzymywał nadział 4 łanów ziemi, nadział chłopski liczył zazwyczaj 2 łany, a pola młynarzy czy karczmarzy 1 łan. Średnia wielkość lenna giermków wynosiła 4, a rycerzy 6 łanów. Ziemia rycerska o takiej wielkości była zwolniona od podatków na rzecz margrabiego w zamian za obowiązek służby wojskowej. Dane z 1337 r. odnotowują 203 lenna rycerskie: 28 w ziemi chojeńskiej, 27 w gorzowskiej, 23 w lipiańskiej, po 21 w mieszkowickiej i strzeleckiej, 16 w golenickiej, 12 w świdwińskiej, 11 w myśliborskiej, 9 w choszczeńskiej oraz po 5 w ziemiach pełczyckiej, kaliskiej i złocienieckiej. Przy dworach rycerskich funkcjonowały folwarki, których podstawą była ziemia orna i inne pożytki (sady i ogrody, lasy, jeziora, stawy i rzeki). Przy ciekach wodnych budowano młyny wodne, pełniące również funkcje tartaków, kuźni i garbarni.
Czynsz gruntowy wynosił 1 lub 2 solidy z łana. Oprócz tego chłopi składali pakt (pactus, pactus universus; pierwotnie oznaczał dziesięcinę kościelna, następnie został połączony z czynszem i stanowił roczną opłatę) pobierany w zbożu lub pieniądzach (w zachodniej Nowej Marchii przeliczany na solidy, we wschodniej – na marki lub talenty), uiszczali czynsz od domostw i łodzi rybackich, niekiedy opłaty za wypas trzody i inne niewielkie daniny w naturze. Postępujący wzrost gospodarki towarowo-pieniężnej prowadził do handlu rentami pieniężnymi ze wsi lub ich części, w których to transakcjach uczestniczyli zarówno rycerze, jak i mieszczanie i przedstawiciele instytucji kościelnych.
W poł. XIV w. gospodarka rolna uległa szybkiemu załamaniu. Kataster Nowej Marchii z 1337 r. zanotował ok. 95 opuszczonych wsi, co było wynikiem z jednej strony spustoszeń dokonanych przez najazd polsko-litewski z 1326 r., z drugiej niedogodnych warunków glebowych (na co wskazuje największa liczba pustek w okolicach Choszczna – 31, Złocieńca – 28 i Gorzowa – 11) oraz zamętu politycznego po wygaśnięciu dynastii askańskiej. Księga ziemska cesarza Karola IV z 1375 r. odnotowała, iż 40% gruntów ornych stanowiły pustki.
Rozkład wewnętrzny stosunków politycznych i anarchia w Nowej Marchii doszły do szczytu w okresie rządów Luksemburgów (zbrojne zatargi zamożnych rodów, rozbój rycerski, najazdy z terenów sąsiednich państw), pogłębił się kryzys gospodarczy (liczne odłogi, braki inwentarza żywego, zahamowanie handlu). Nowa Marchia stanowiła dla margrabiów wyłącznie obiekt przetargów o politycznym i finansowym znaczeniu. Próby okiełznania anarchii za rządów krzyżackich nie powiodły się na dłuższą metę. Dla państwa krzyżackiego Nową Marchia stanowiła jedynie swoistą „spiżarnię”. Kolejni elektorzy z dynastii Hohenzollernów wzmacniali swoją władzę oraz znaczenie szlachty, ograniczając samodzielność miast i pogarszając położenie chłopów.

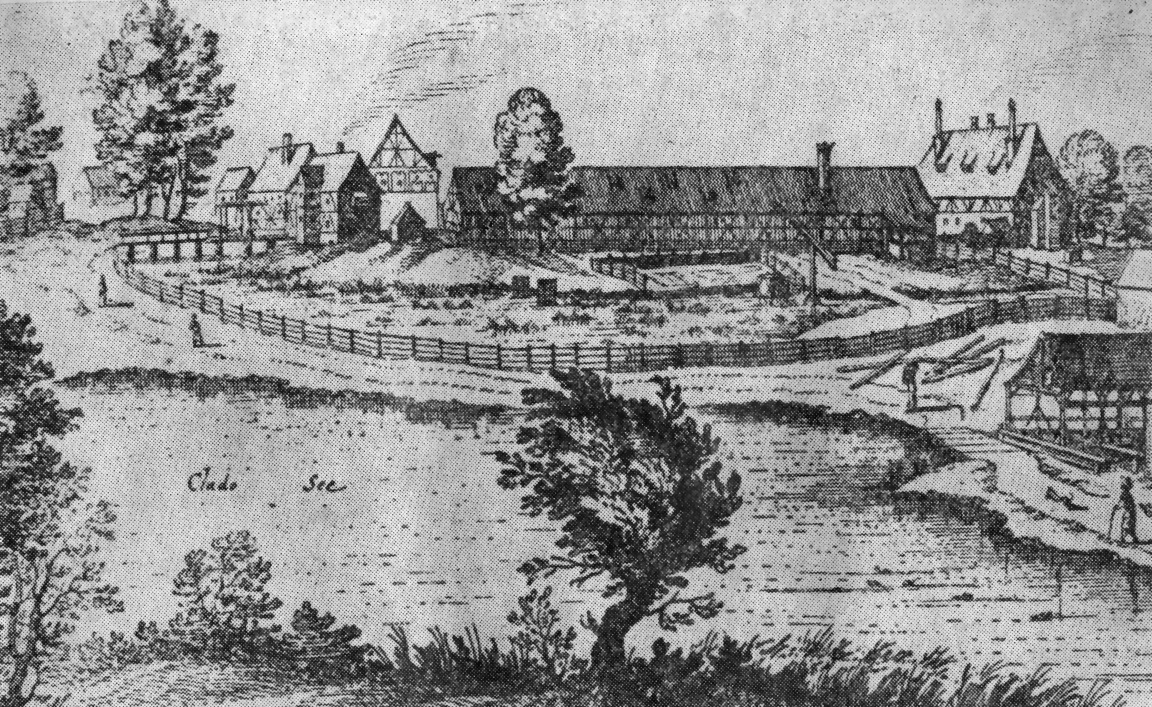
Folwark klasztorny w Himmelstadt (Mironice) ok. 1650 r., miedzioryt Meriana

W XVI i XVII w. zaznaczył się rozwój gospodarki folwarczno-pańszczyźnianej, wskutek otwarcia się w Europie zachodniej chłonnych rynków zbytu na zboże. Spowodowało to ponowny ruch osadniczy; przy folwarkach (lokalizowanych również z dala od wsi) powstawały nieduże osady na planie rzędówki. Zaczęto poszerzać areał gruntów, często odbierając ją chłopom i zwiększając ilość pracy na gospodarstwie szlacheckim. Sytuacja chłopów w Nowej Marchii była najgorsza w całej Marchii Brandenburskiej. Uważani ono byli już tylko za bezterminowych dzierżawców, nie posiadali prawa własności do budynków i sprzętu gospodarskiego, obowiązywała ich wysoka pańszczyzna. Podlegali rugom, a tamtejsze sądy zaprzestały przyjmowania skarg chłopskich na panów. Koncentracja posiadłości ziemskich w ręku elektora oraz bogatych rodzin szlacheckich (jak von Sydow, von der Osten) była zdecydowanie najwyższa spośród ziem Marchii Brandenburskiej. Według rejestru włók podatkowych z 1588 r. wskaźnik włók rycerskich i włók chłopskich wahał się od 27% w okręgu Choszczno oraz 33% na ziemi drawskiej i 37% na ziemi chojeńskiej do 41% w okręgu gorzowskim i ponad 50% w okręgach Strzelce Krajeńskie i Myślibórz. Dla porównania na terenie Marchii Wkrzańskiej włóki rycerskie stanowiły w 1560 r. około 24.5% ogólnego obszaru, a w 1620 – 32.2%. Wyższy był w Nowej Marchii również udział w areale folwarcznym ziemi odebranej chłopom. Podczas gdy w Marchii Wkrzańskiej ok. 1560 r. włóki chłopskie stanowiły 8.5%, a w 1620 r. 23.6%, to w okręgu myśliborskim już w 1588 r. wskaźnik ten wynosił ok. 36%, a w wykazującym najniższy w Nowej Marchii stopień ufolwarcznienia okręgu Choszczno blisko 40%. Na terenie Nowej Marchii w dobrach szlacheckich w 2 poł. XVI w. wielkość folwarków wahała się od 6 do 10 włók, ale były i folwarki 3- i 20-włókowe, co przy wielkości włóki nowomarchijskiej ok. 22 ha daje areał gospodarstw rzędu 66 do 400 ha. Gęstość sieci wsi w Nowej Marchii była w tym okresie mniejsza niż w Marchii Elektoralnej i wynosiła ok. roku 1618 jedną wieś na 12.2 km² wobec 8.8 km².
W czasie wojny trzydziestoletniej (1618–1648) kraj został znacznie wyniszczony i wyludniony. Rolnictwo całkowicie podupadło, co spotęgowane zostało jeszcze przez suszę w latach 1635–1636. W 2 poł. XVII w. miał miejsce dalszy raptowny wzrost gospodarki folwarczno-pańszczyźnianej, spowodowany wyludnieniem wsi wskutek wojny, włączaniem do obszarów dworskich opuszczonych gospodarstw chłopskich, a także wzrostem zapotrzebowania na zboże. Dalsza intensyfikacja gospodarki rolnej oraz rozwój eksploatacji lasów, a zarazem koncentracja dóbr ziemskich w ręku panującego, nastąpiły w okresie panowania Fryderyka Wilhelma I. Wydał on szereg zarządzeń w celu podniesienia oraz stabilizacji dochodów skarbu królewskiego z tytułu posiadania ziemi, m.in. w latach 1718–1719 sporządzono wykaz i specyfikację wszystkich łanów, na których ciążył obowiązek płacenia podatków w dobrach rycerskich.
W 2 poł. XVIII w. zaznaczyło się początkowo pewne uwstecznienie w gospodarce wiejskiej wskutek zniszczeń powstałych w czasie wojny siedmioletniej. Do odbudowy przystąpiono jednak jeszcze w trakcie wojny.

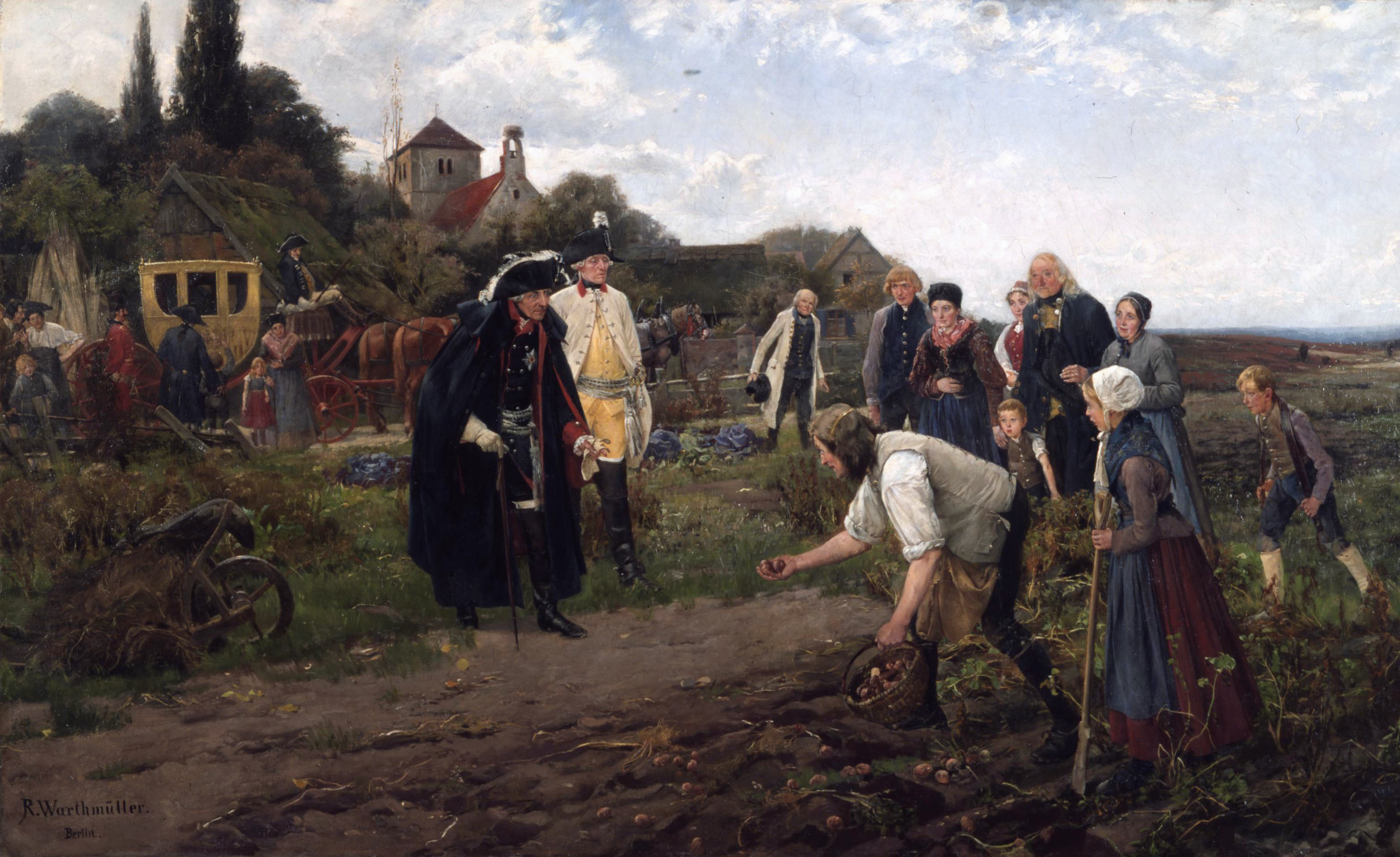
Król Fryderyk II wizytuje pole ziemniaków, obraz Roberta Warthmüllera (1886); w głębi kościół w Dargomyślu

Na rozwój rolnictwa i osadnictwa wiejskiego duży wpływ miała tzw. kolonizacja fryderycjańska, związana z osuszaniem oraz melioracją Odry, Warty i Noteci. Rozpoczęto ją jeszcze przed wybuchem wojny siedmioletniej (1746) i kontynuowano po jej zakończeniu. W latach 1767–1785 nad brzegami Warty i Noteci osiedlono 15 000 ludzi. W wyniku prac regulacyjnych Odry powstały tzw. Żuławy Cedyńskie, na których uprawiano m.in. tytoń.
Rozwój gospodarczy uległ ponownemu zahamowaniu w okresie wojen napoleońskich, zwłaszcza kiedy Prusy po klęsce pod Jeną znalazły się pod okupacją francuską. Odbudowa gospodarki i życia społecznego odbywała się już w zmienionych warunkach, pod wpływem narastania elementów kapitalizmu. Klęska Prus stała się główną przyczyną wyzwalającą odgórne reformy wiejskich stosunków społecznych. Zapoczątkowana edyktem z 8 września 1807 r. znoszącym poddaństwo chłopów w dobrach prywatnych tzw. „pruska droga do kapitalizmu” trwała do lat 50. XIX w. W wyniku reform uwłaszczeniowych własność chłopska została pozbawiona przez obszarnictwo jednej trzeciej części uprawianej przez siebie ziemi. Przykładowo w powiecie chojeńskim w rękach junkierstwa znalazło się 43% ogółu użytków rolnych. Sytuacja wielkich majątków, z uwagi na prowadzoną przez władze Rzeszy politykę protekcji agrarnej kształtowała się – mimo okresowych załamań – aż do czasów I wojny światowej korzystnie.
Wiek XIX zaznaczył się masowym odpływem ludności ze wschodnich prowincji państwa pruskiego, zwanej „ucieczką ze wschodu” (Ostflucht). Najbardziej dotknięta została tym zjawiskiem rejencja frankfurcka. U podstaw migracji leżał ogólny niedorozwój gospodarczy tych ziem w stosunku do reszty Niemiec. Ludność głównie zajmująca się rolnictwem, wskutek procesu uwłaszczeniowego zakończonego w latach 50. XIX w., zmuszona została do opuszczania wsi i szukania pracy w zawodach pozarolniczych, której jednak na miejscu nie było. W ten sposób doszło do zlania się dwóch procesów demograficznych: „ucieczki ze wschodu” z „ucieczką ze wsi” (Landflucht). Początkowo głównym kierunkiem migracji była Ameryka Północna, zaś po 1871 r. zachodnie i centralne Niemcy, gdzie szybko rozwijał się przemysł dzięki m.in. zdobyczom Prus w wojnie z Francją. Skutki migracji odczuwało najbardziej rolnictwo, zwłaszcza wielkie majątki, które zaczęły cierpieć na chroniczny brak rąk do pracy. Wobec tego właściciele ziemscy ściągali do pracy robotników sezonowych, w tym Polaków z zaborów rosyjskiego i austriackiego, którzy po części pozostali później na tych terenach, zwiększając grono dość licznej mniejszości polskiej. Pewne zahamowanie migracji nastąpiło w latach 1910–1925, czego powodem były trudności emigracyjne spowodowane I wojną światową, a następnie powojenny kryzys gospodarczy również w centralnych i zachodnich Niemczech. Ponowna fala migracji miała miejsce po 1926 r., kiedy to kryzys rolny objął wszystkie prowincje wschodniej Rzeszy. Z drugiej strony, wskutek utraty po I wojnie światowej dużej części terytoriów wschodnich Niemiec – Pomorza Gdańskiego i Księstwa Poznańskiego – następował przypływ ludności niemieckiej z tych terenów na obszary Nowej Marchii.
Rezygnacja Rzeszy z polityki protekcji agrarnej po I wojnie światowej wywołała częściową parcelację majątków i tworzenie ich kosztem średnich gospodarstw chłopskich. Rolnictwo niemieckie w ogóle przeżywało głęboką recesję, spowodowaną wzrostem konkurencyjności rolnictwa światowego. Dotkliwiej odczuwały ją wschodnie tereny Rzeszy, gdzie główny strumień produkcji towarowej miejscowego rolnictwa kierowany był na tereny centralnych i zachodnich Niemiec, tymczasem taryfy za przewozy kolejowe wzrosły o prawie 100%, podnosząc niesłychanie koszty produkcji rolnej. Dekapitalizacja rolnictwa, wzrost zadłużenia i spadek wydajności prowadziły do obniżania nakładów inwestycyjnych i spadku płac roboczych, a w konsekwencji – do odpływu ludności ze wsi. W 1931 r. władze Rzeszy przystąpiły do realizacji programu „pomocy dla wschodu” (Osthilfe). Większa część miliardowych sum łożonych na oddłużenie miejscowego rolnictwa przypadła w udziale wielkiej własności. Pewna poprawa nastąpiła w okresie hitlerowskim w związku z programem stworzenia w Niemczech samowystarczalności żywnościowej.
Do 1945 r. działania wojenne nie dotknęły wsi Nowej Marchii, większość strat nastąpiła w ostatnim okresie wojny w wyniku działań frontowych oraz po zajęciu przez wojska radzieckie, w wyniku szabrownictwa i rabunkowej gospodarki radzieckiej administracji wojennej, a także polskiej.

### Miasta
W XIII i XIV w. wskutek rozwoju osadnictwa oraz wzrostu produkcji rolnej istniejące osady rolniczo-rzemieślniczo-handlowe zaczęły stopniowo przeobrażać się w ośrodki o znacznej przewadze funkcji rzemieślniczych i handlowych. Konieczne stało się wprowadzenie nowych norm prawnych określających uprawnienia i obowiązki ludności miast, co dokonywało się przez nadawanie praw miejskich w drodze tzw. lokacji, a następnie przez proces dalszego uprzywilejowania ekonomicznego i prawno-ustrojowego.
O rozwój miast, jako oparcie dla swojej władzy, szczególnie dbali władcy askańscy. Po opanowaniu nowego terytorium lokowali oni miasta na prawie brandenburskim (np. Gorzów w 1257, Barlinek w 1278, Drawsko Pomorskie w 1297, Wałcz i Kalisz Pomorski w 1303), dbając następnie o ich rozwój gospodarczy i ufortyfikowanie. Od poł. XIII w. do poł. XIV w. wykształciła się sieć miejska obejmująca ponad 20 miast, wśród których poważniejszą role odgrywały Myślibórz, Chojna, Choszczno i Gorzów. Posiadały one znaczne dobra ziemskie, w skład których wchodziły całe wsie. Po wygaśnięciu dynastii askańskiej ruch lokacji miast w Nowej Marchii osłabł.
Z lokacjami miast związany był rozwój ustroju cechowego i powstawanie organizacji kupieckich oraz kształtowanie się stanu mieszczańskiego, w którym dominująca pozycję zajmowali niemieccy kupcy i rzemieślnicy. Wzrost uprzywilejowania miast w XIII–XVI w. znalazł wyraz w rozwoju samorządu miejskiego oraz uprawnień sądowniczych. Mieszkańcy słowiańskich suburbiów w większości zostali zepchnięci do przedmieść zwanych Wikami albo Chyżami (niem. Kietz).

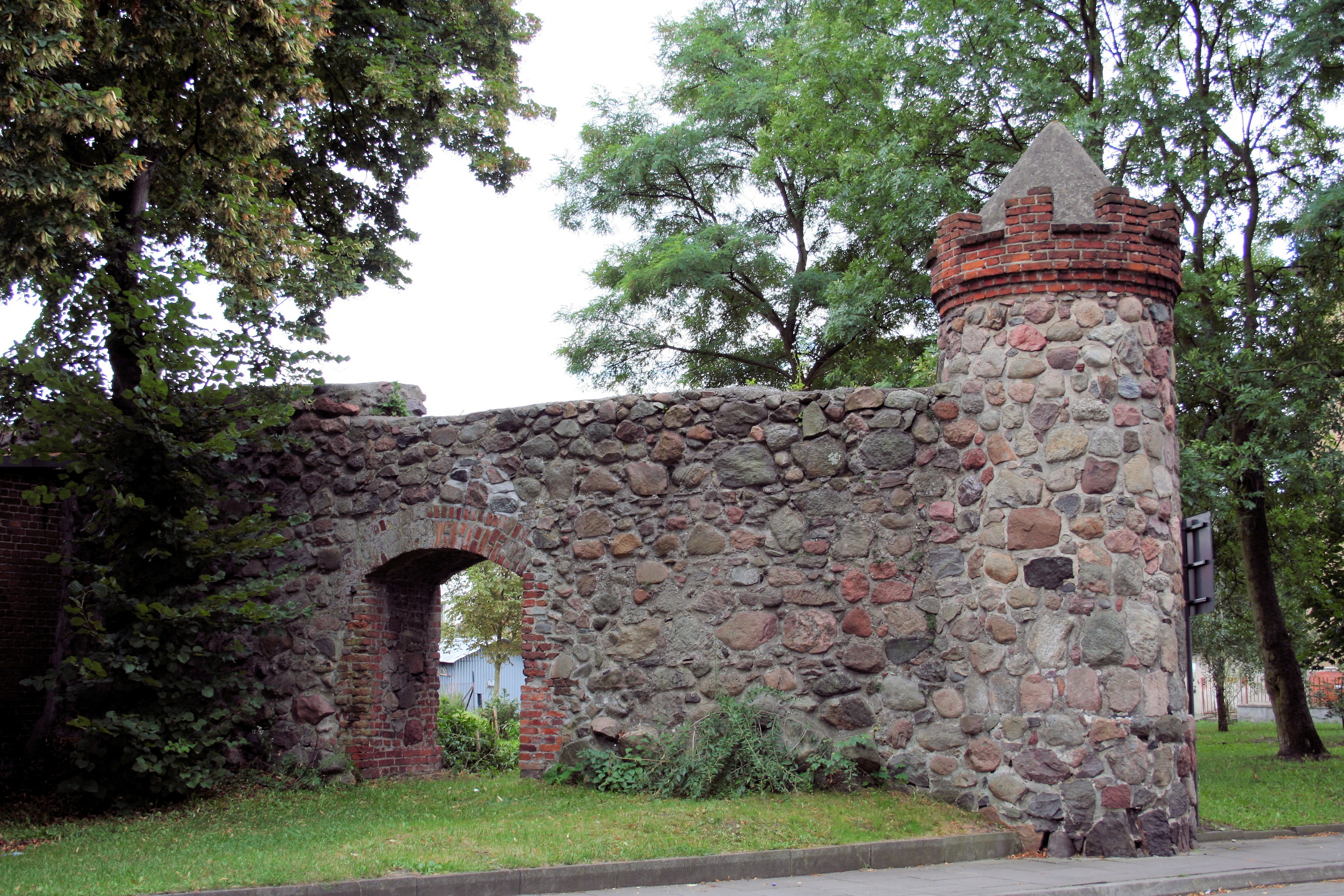
Mury miejskie w Trzcińsku-Zdroju

Znaczenie gospodarcze miast opierało się na ich związku z najbliższym otoczeniem rolniczo-leśnym oraz na udziale przynajmniej niektórych miast w handlu dalekosiężnym. Obok dróg lądowych handel tranzytowy korzystał z dróg wodnych – Warty, Noteci i Odry. W sensie gospodarczym ziemie Nowej Marchii stanowiły obszar przejściowy pomiędzy Wielkopolską a Pomorzem, w sensie handlowym zaś główne miasta powiązane były ze Szczecinem. Główne drogi to „Via Marchionis” (od Kostrzyna do Choszczna) i „Versus Poloniae” (od Santoka do Stargardu). Mniejsze miasta odgrywały rolę organizatorów rynków lokalnych. Poza handlem, rzemiosłem i rolnictwem miasta czerpały dochody z innych źródeł, jak bicie monety (np. Chojna 1335 r., Mieszkowice 1353 r.), ściąganie niektórych podatków czy prowadzenie na własną rękę młynów, które przeszły w ręce miast z rąk panującego w wyniku dezintegracji tzw. regaliów, która dokonała się w Nowej Marchii na wielką skalę w XIV w. W połowie XIV w. istniała już w pełni wykształcona miejska struktura osadnicza. Większość miast została otoczona murami obronnymi, zaczęły powstawać liczne trwałe, wzniesione z kamienia granitowego i cegły, budowle publiczne i prywatne – kościoły, ratusze, klasztory, kamienice mieszczańskie.
Największa świetność miast przypadała na koniec XV i początek XVI w. Objawy kryzysu gospodarki miejskiej wystąpiły już w czasach Jana z Kostrzyna, powodowane wzrostem świadczeń na rzecz panującego. Samodzielność miast ograniczali również kolejni elektorzy z dynastii Hohenzollernów, wzmacniając swoją władzę. Przejawiało się to m.in. w wydawanych ordynacjach miejskich, regulujących szczegółowo nie tylko organizację i funkcjonowanie władz miejskich, ale i poszczególne dziedziny życia mieszkańców miast. Takie ordynacje miejskie otrzymały w 1511 r. Gorzów i Myślibórz. W źródłach tego okresu mnożą się skargi mieszczan na przeciążenie podatkami. Jednocześnie narastał kryzys wewnętrzny ukształtowanej w średniowieczu społeczności miejskiej, dochodziło do konfliktów pomiędzy poszczególnymi warstwami mieszczaństwa. Przykładowo w 1589 r. w Chojnie doszło do otwartej rewolty, doprowadzając do upadku miejscowej rady, która zbiegła do Kostrzyna oddając się pod opiekę elektora. Elektor Jan Jerzy zdobył Chojną siłą, a przywódców powstania uwięził.

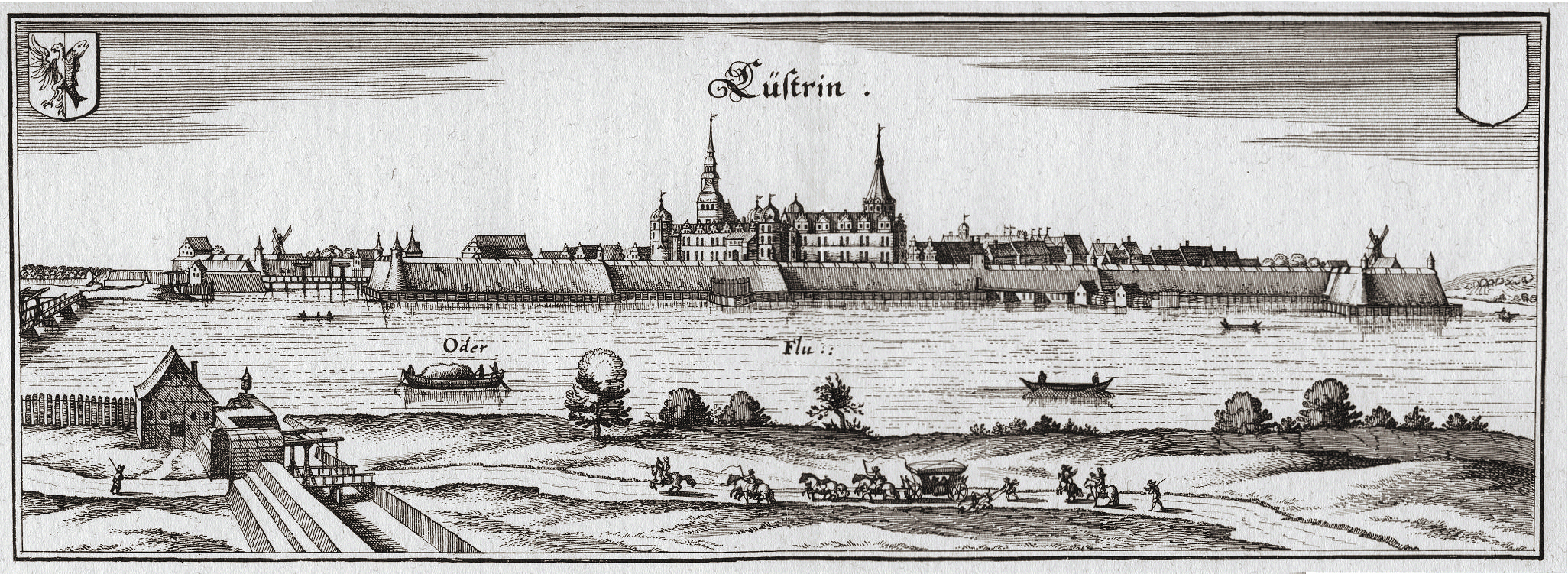
Kostrzyn ok. roku 1650, miedzioryt Meriana

Gęstość sieci miast w Nowej Marchii była w tym okresie większa niż w Marchii Elektoralnej i wynosiła około roku 1618 jedno miasto na 236 km² wobec miasto/409 km². W Nowej Marchii było wówczas 35 miast, wobec 76 w Marchii Elektoralnej.
Do ruiny doprowadziła miasta Nowej Marchii wojna trzydziestoletnia (1618–1648). Przyczyną były nie tylko same zmagania zbrojne, również kwaterowanie wojsk i płacone kontrybucje, ponadto epidemie. Przykładowo liczba mieszkańców Frankfurtu nad Odrą zmniejszyła się z 7000 do 2000, Chojna utraciła 87% mieszkańców, Kostrzyn 53%, Mieszkowice były prawie całkowicie opustoszałe. Na przełomie XVII/XVIII w. zaznaczyła się poprawa warunków panujących w miastach. W wyniku prześladowań religijnych w niektórych krajach katolickich na teren państwa pruskiego napływać zaczęły rzesze doświadczonych i wysoko wykwalifikowanych rzemieślników, z których część osiedliła się również w Nowej Marchii. Na początku XVIII w. Fryderyk Wilhelm I wydał szereg ustaw reformujących stosunki w miastach, m.in. wzmocniony został wpływ państwa na obsadzanie urzędów miejskich. Uzdrowione zostały i wzmocnione podstawy gospodarcze miast. W XVIII w. nastąpił wzrost zaludnienia i zabudowy miast. Przykładowo Chojna w 1720 r. liczyła 1613 mieszkańców, zaś w 1801 r. – 3 249. Życie gospodarcze miast zostało zahamowane przez wojnę siedmioletnią, wskutek zniszczeń, kontrybucji wojennych oraz utrzymywania uciekinierów z różnych okolic państwa pruskiego. Zagarnięcie Śląska przez Prusy w 1740 r. otworzyło nowy etap w rozwoju regionu, poczyniony został bowiem pierwszy krok do osiągnięcia na tym obszarze jednolitej struktury gospodarczej dzięki scaleniu całego systemu Odry w ramach jednego organizmu państwowego. Poprawa kondycji gospodarczej nastąpiła w 2 poł. XVIII w., rozpoczęła się industrializacja kraju. Rozwój gospodarczy uległ ponownemu zahamowaniu w okresie wojen napoleońskich, zwłaszcza kiedy Prusy po klęsce pod Jeną znalazły się pod okupacją francuską. Odbudowa gospodarki i życia społecznego odbywała się już w zmienionych warunkach, pod wpływem narastania elementów kapitalizmu.
O ile w głównych miastach Nowej Marchii rozwijał się przemysł, o tyle mniejsze miasta zachowywały charakter rolniczy. Przykładowo ludność Trzcińska ok. roku 1800 żyła głównie z uprawy pszenicy, lnu oraz tytoniu; podobnie było w Moryniu. W Mieszkowicach utrzymywała się w zasadzie równowaga między rolnictwem a rzemiosłem. Miasta posiadały nadal spore obszary ziemskie. Chojna w 1824 r. miała w swoim ręku 15 411 morgów przeważnie ziemi ornej i łąk; Kostrzyn w 1806 r. – 1622 morgi gruntów ornych, 807 morgów łąk, 2809 morgów lasów i 1783 morgi pastwisk. Taka sytuacja utrzymała się również w XIX i 1 poł. XX w. Większość miast nie odgrywała poważniejszej roli gospodarczej, ograniczając się do roli ośrodków administracyjnych oraz usługowych wobec rolnictwa. Z tego też okresu pochodzi praktycznie większość zachowanej historycznej substancji budowlanej w miastach.

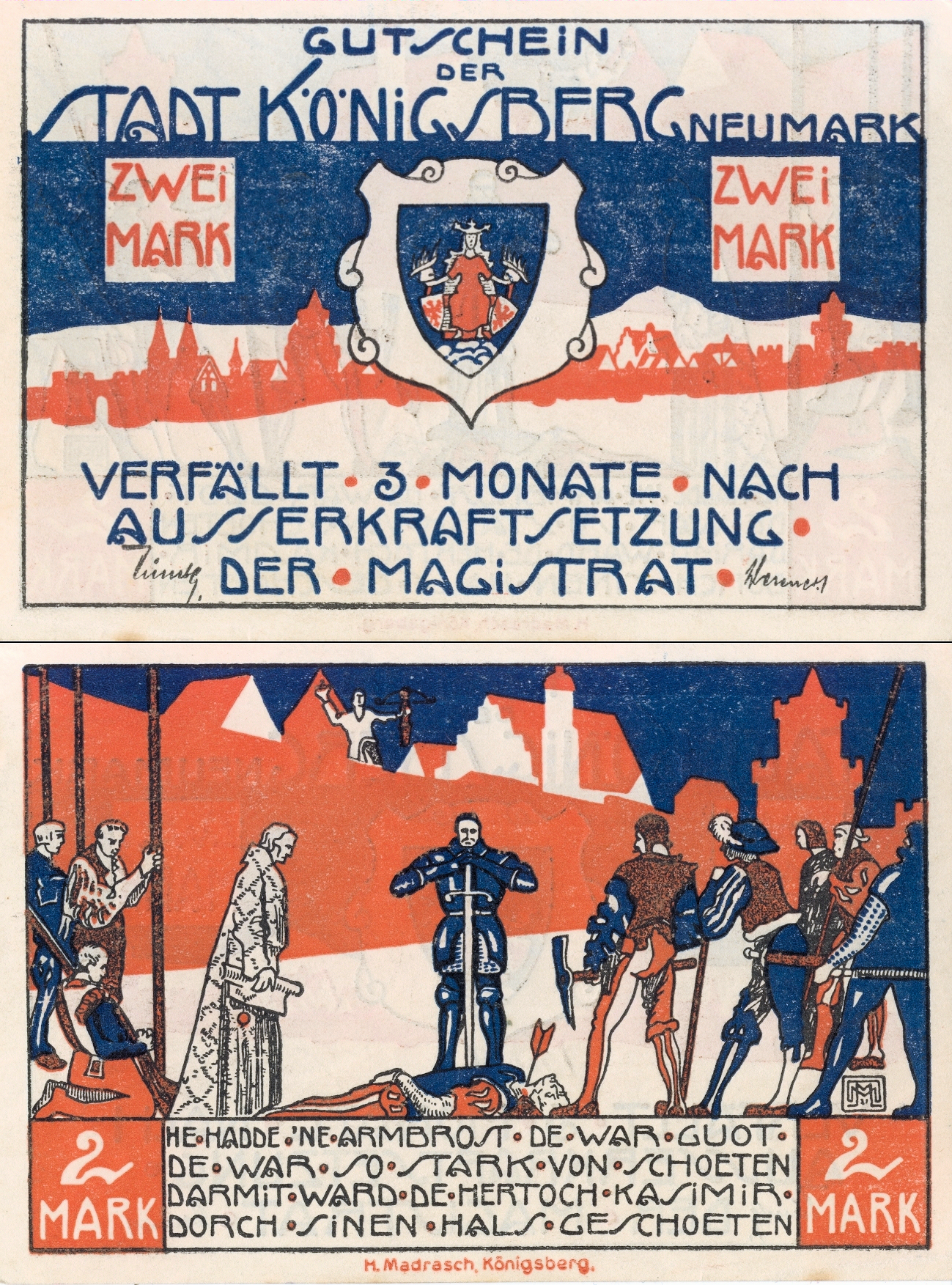
Pieniądz zastępczy – bon 2 marki, Chojna, 1921

Dążenie do ograniczonych zmian ustrojowych w Prusach zauważyć można było od przełomu XVIII i XIX w. Wywodziło się to dążenie z kręgów postępowej biurokracji, reprezentującej interesy tworzącej się burżuazji. Projekty zmian ustrojowych opracowane zostały przez ministra Steina jeszcze przed wybuchem wojny z 1806 r. Reforma zmierzała do zmian zarówno w sferze ustrojowej, jak i społecznej. Klęska Prus z Francją 1806 r. uświadomiła różnicę bezdenną, jaka dzieliła biurokratyczne Prusy od rewolucyjnej Francji. Stąd uświadomienie konieczności dokonania reform na szerszą skalę. Efektem projektów i dążeń były reformy społeczne przeprowadzone w 1807 r. i w latach następnych, dotyczące wsi. Jednocześnie przeprowadzono reformy ustrojowe i społeczne w miastach, bowiem dotychczasowy ustrój miast tkwił głęboko w systemie feudalnym, ograniczał ich rozwój, między innymi system stanowy, zamykający mieszczaństwo w obrębie murów miejskich oraz średniowieczna struktura cechowa rzemiosła. 19 listopada 1808 r. wprowadzono ordynację dla miast (Stadteordnung), zapewniającą m.in. nadzór nad miastami przez państwo. Zniesiono uprawnienia właścicieli nad miastami prywatnymi, zniesiono podział na miasta wolne i prywatne, odtąd miasta podlegały jednemu prawu miejskiemu. Przywrócono miastom samorząd, władze miasta nie pochodziły już z nominacji. Magistrat (zarząd miejski) wybierany był przez zgromadzenie radnych, które pochodziło z wyboru w tajnym i równym głosowaniu przez obywateli. Na czele władz miejskich stał burmistrz względnie nadburmistrz (w przypadku większych miast). Reforma pozostawiła jednak relikt feudalny w postaci podziału mieszkańców miast na obywateli (Bürger) i nie posiadających prawa miejskiego (Schutzverwandten), a jedynym kryterium pozwalającym na zaliczenie do jednej z kategorii mieszkańca miasta było posiadanie własności miejskiej, albo uzyskanie odpowiedniego dochodu i płacenie określonej wysokości podatku. Zniesienie tego podziału nastąpiło edyktem z 30 maja 1853 r., ale pozostawiono uzależnienie czynnego i biernego prawa wyborczego od cenzusu majątkowego.
Kolejne edykty królewskie z 27 października 1810 r. o finansach państwa oraz 2 listopada 1811 r. o podatku od produkcji przemysłowej, miały istotne znaczenie dla rozwoju przemysłu w miastach. Między innymi znosiły wszelkie formy przymusu cechowego oraz szlacheckie monopole. Na podstawie nowego prawa każdy kto wykupił od władz świadectwo przemysłowe mógł wykonywać zawód i prowadzić zakład oraz zatrudniać czeladników i uczniów. Utraciły całkowicie znaczenie cechy, które mogły być rozwiązane większością głosów swoich członków. Wraz ze zmianą praw miejskich wprowadzono również reformę sądownictwa. Dawne sądownictwo miejskie zlikwidowano, a funkcję wymiaru sprawiedliwości przejęło państwo.
Masowa migracja ze wschodnich terenów Niemiec w XIX w. i 1 poł. XX w. – tzw. „ucieczka ze wschodu” (Ostflucht) – objęła również miasta. W okresie tym wykazywały one stagnację demograficzną, a nawet regresję zaludnienia. Rozwój miast został przerwany przez I wojnę światową, powojenną inflację (1919–1923) oraz – przede wszystkim – przez zmianę przebiegu granicy politycznej po traktacie wersalskim. W latach 20. XX w. powstała nowa zabudowa kolonijna i odtworzone zostały miejscowości wyludnione w wyniku XIX-wiecznej emigracji. Mimo ożywienia gospodarczego, jakie nastąpiło po 1933 r., miasta nie zdołały już osiągnąć dynamiki cechującej ich gospodarkę przed I wojną światową.
Do 1945 r. działania wojenne dotknęły miasta Nowej Marchii, jednak większość strat nastąpiła w ostatnim okresie wojny w wyniku działań frontowych oraz po zajęciu przez wojska radzieckie, w wyniku szabrownictwa i rabunkowej gospodarki sowieckiej administracji wojennej.

### Przemysł

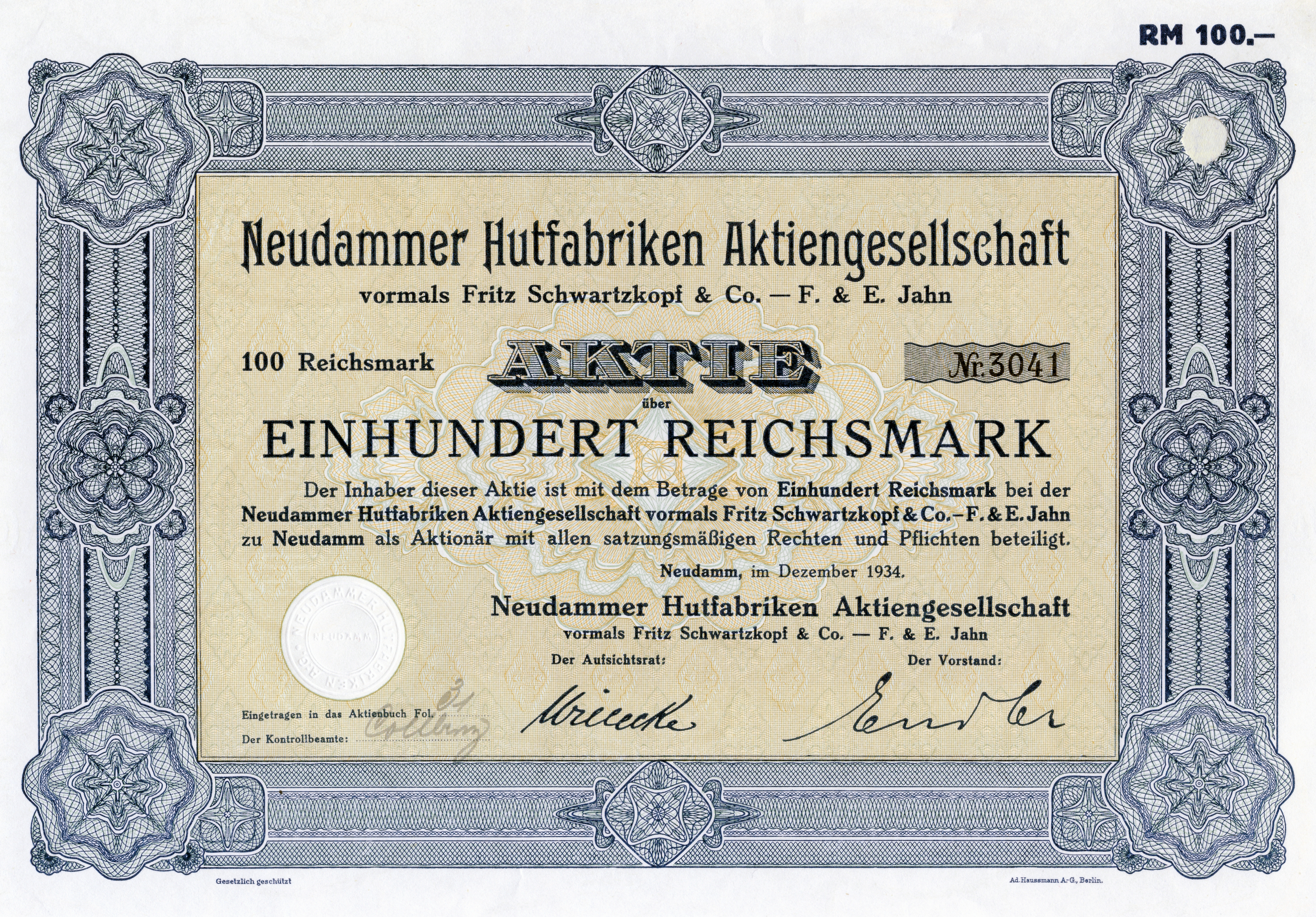
Akcja o nominale 100 marek fabryki kapeluszy Neudammer Hutfabriken Aktiengesellschaft z Dębna (Neudamm)

Zakłady wczesnoprzemysłowe na terenie Nowej Marchii to przede wszystkim huty szkła, huty i kuźnie żelaza oraz papiernie. Dla pozyskania potrzebnej energii zakłady te wykorzystywały zasoby drewna oraz siłę wody. Po wojnie 7-letniej nasiliła się eksploatacja lasów, zakładane były leśne kolonie i tartaki.
Rozwój gospodarczy wschodnich prowincji Prus przebiegał w XVIII–XIX w. niezwykle wolno. Wypieranie form feudalnych przez kapitalistyczne napotykało na szereg trudności wynikających głównie z rolniczego charakteru kraju, olbrzymiej przewagi wielkiej własności feudalnej w rolnictwie oraz silnej izolacji tutejszej gospodarki. Od początków lat 20. XIX w. następował strukturalny upadek rzemiosła typu średniowiecznego. Edykty królewskie z 27 października 1810 r. o finansach państwa oraz 2 listopada 1811 r. o podatku od produkcji przemysłowej, miały istotne znaczenie dla rozwoju przemysłu, między innymi znosiły wszelkie formy przymusu cechowego oraz szlacheckie monopole. Na mocy edyktu w 2 listopada 1818 r. wprowadzono w całych Prusach wolność rzemiosła, przemysłu i handlu. Prawem o cłach z 6 maja 1818 r. zniesiono również wewnętrzne granice celne. W Nowej Marchii rozwijały się wówczas gałęzie gospodarki popierane przez władze krajowe, głównie przemysł włókienniczy (skutkiem m.in. edyktu Fryderyka Wilhelma z 1719 r., zakazującego wywozu wełny; ośrodki: Dębno, Kalisz Pomorski, Złocieniec, Drawsko) i garbarski, ponadto przemysł maszynowy (Gorzów) oraz drzewny. W wielu miejscowościach istniały młyny, cegielnie, tartaki, smolarnie oraz pojedyncze fabryczki innego rodzaju. Rozwój gorzelnictwa i import win zaczął wypierać jedną z dotychczas podstawowych gałęzi przemysłu – piwowarstwo (np. browary w Lipianach, które warzyły słynne piwo zwane „Zaczynaj”). Mniejsze miasta nie odgrywały poważniejszej roli gospodarczej, ograniczając się do roli ośrodków administracyjnych oraz usługowych wobec rolnictwa (drobny przemysł, rzemiosło i handel).
Czynnikiem wstrzymującym rozwój gospodarczy była również niedostatecznie rozwinięta sieć komunikacyjna. O budowie linii kolejowej łączącej Berlin z prowincjami wschodnimi i północnymi zadecydowały głównie względy natury politycznej, wynikłe z wydarzeń roku 1848, oraz militarne. Decyzja o połączeniu kolejowym zapadła prawdopodobnie już w 1848 r., z tym, że rozpoczęto ją od odcinków Kostrzyn–Krzyż–Piła, Krzyż–Bydgoszcz, Bydgoszcz–Gdańsk (w latach 1851–1852). Linię Frankfurt–Kostrzyn–Krzyż oddano do użytku 12 października 1857 r., uzyskując przez kolej dolnośląsko-marchijską, zbudowaną w 1842 r., połączenie z Berlinem i Śląskiem. W latach 70. XIX w. powstała linia kolejowa z Wrocławia do Szczecina, przez Kostrzyn. Pod koniec XIX i na początku XX w. powstawały lokalne połączenia kolejowe pomiędzy poszczególnymi miastami. Transport kolejowy stworzył zupełnie nowe warunki dla rozwoju przemysłu. Wraz z budową korzystnych połączeń kolejowych rozpoczęto również porządkowanie dróg kołowych, których znaczną ilość zbudowano w XIX w., choć wiele traktów nadal wywodziło się z epoki średniowiecza.
Wydarzeniem politycznym stwarzającym miastom nowe warunki rozwoju, było bez wątpienia zjednoczenie Niemiec w 1871 r. Wymierną korzyścią ze zwycięstwa nad Francją były olbrzymie kontrybucje, pozwalające na śmiałe inwestowanie w przemysł. Regres gospodarczy nastąpił po I wojnie światowej, wskutek utraty wschodnich rynków zbytu oraz pojawienia się rosnącej konkurencji przemysłu Stanów Zjednoczonych i Wielkiej Brytanii oraz prężnie rozwijającej się Japonii. Na rynku wewnętrznym również panował kryzys, spotęgowany wzrostem opłat za przewozy kolejowe o prawie 100% w stosunku do przedwojennych. Pewne ożywienie gospodarcze miało miejsce po 1932 r., kiedy to władze hitlerowskie przeznaczyły ogromne środki na pomoc dla podupadających prowincji wschodniej Rzeszy.
Dopiero po II wojnie światowej władze polskie wprowadziły na terenie dawnej Nowej Marchii znaczne inwestycje przemysłowe – np. Zakłady Włókien Chemicznych Stilon w Gorzowie Wielkopolskim, które produkowały znaczącą ilość tworzyw sztucznych w Polsce, taśm magnetycznych, czy dysków komputerowych. Ponadto powstała sieć państwowych gospodarstw rolnych, przyczyniających się do rozwoju wsi i zagospodarowania nieużytków.

## Stan zachowania krajobrazu kulturowego

### Założenia urbanistyczne i ruralistyczne

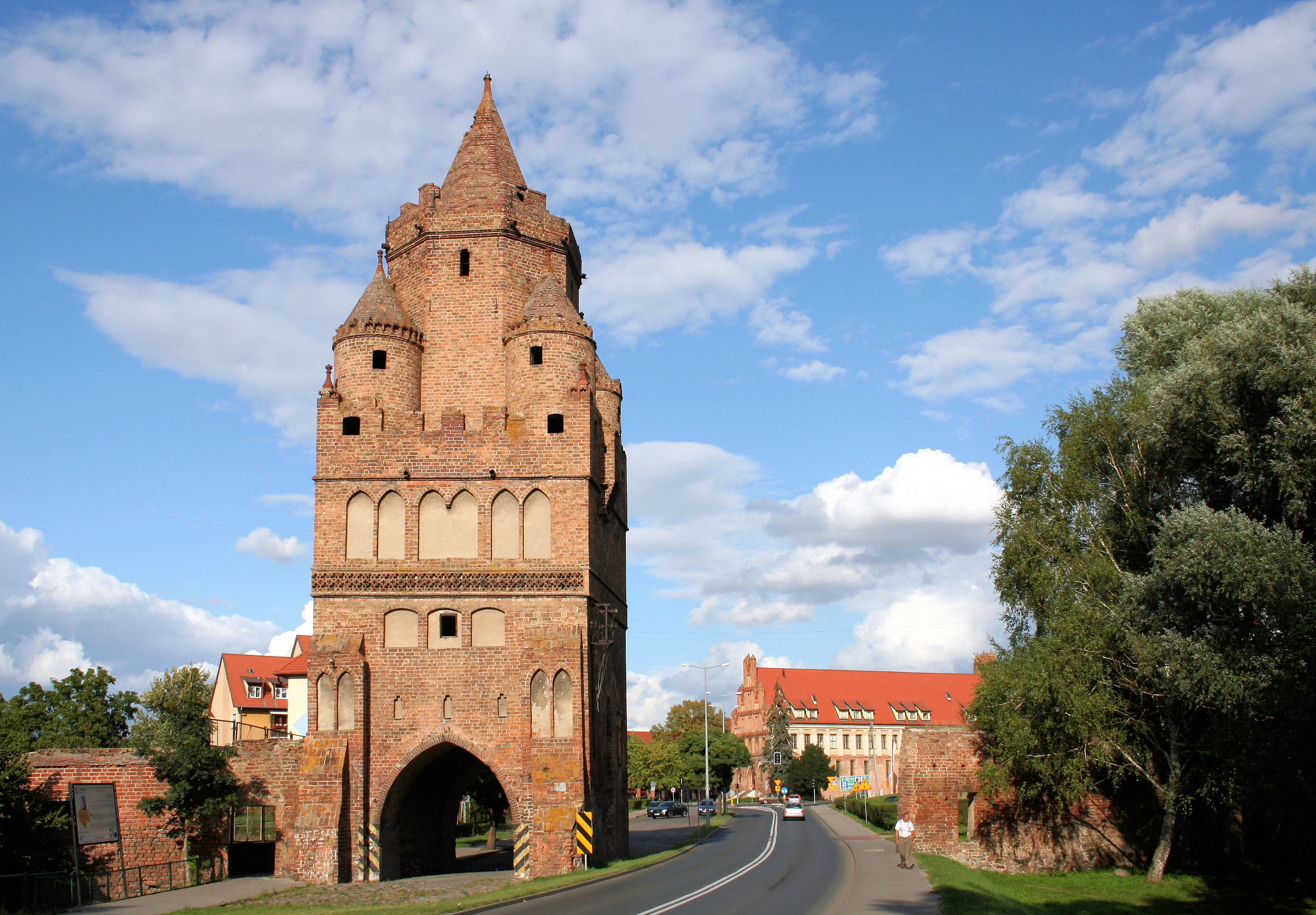
Brama Świecka w Chojnie

Na terenie dawnej Nowej Marchii (bez powiatów ziemi lubuskiej) istnieje kilka zabytkowych ośrodków miejskich o średniowiecznej metryce z częściowo zachowanymi układami urbanistycznymi, czytelnymi dzięki zarysom obwodów miejskich murów obronnych, jak Chojna, Trzcińsko, Mieszkowice, Moryń, Barlinek, Drawno, Świdwin, Drawsko, Złocieniec, Strzelce Krajeńskie. Pozostałe miasta zostały zniszczone i zachowały nieliczne obiekty zabytkowe. Zewnętrzne umocnienia ziemne (wały, fosy) w postaci pierwotnej nie zachowały się nigdzie. W kilku przypadkach czytelne są miejsca przebiegu wałów, np. w Chojnie, oraz rozpoznawalne fragmenty fos dzięki charakterystycznym obniżeniom terenu, np. w Moryniu, Chojnie i Gorzowie. Przykładem budowli świeckich z okresu średniowiecza są bogato dekorowane ratusze w Chojnie (połowa XIV w.) i Trzcińsku (koniec XIV w.). Z przełomu XIX i XX w. pochodzi względnie dużo budynków szpitalnych oraz pocztowych, również zakłady wodociągowe z wieżami ciśnień i pompowniami (Gorzów 1896, Dębno 1928-1929, Drezdenko 1907). Obiekty przemysłowe z tego okresu są tylko w części wykorzystywane (np. w gorzowskiej Silwanie, z roku 1896).
Z zabudowy mieszczańskiej przetrwały zespoły głównie z XIX w. (Moryń, Mieszkowice, Barlinek, Myślibórz, Drawno, Świdwin), z wieloma przykładami zrealizowanymi w technologii ryglowej – Lipiany, Trzcińsko, Cedynia, Mieszkowice. W rezultacie działań wojennych w 1945 r. oraz niewłaściwych realizacji budowlanych w latach powojennych ład przestrzenny, a niekiedy całą zabudowę staromiejską, utraciły tak cenne ośrodki urbanistyczne jak Dobiegniew, Gorzów Wlkp., Kostrzyn, Strzelce Krajeńskie.
Wsie o metryce średniowiecznej (XIII–XV w.) zachowały częściowo układy pierwotne (ulicówka, owalnica) z pełną wymianą zabudowy mieszkalnej i produkcyjnej (folwarcznej) w XIX i XX w. Zachowane obiekty przemysłu przetwórczego (młyny wiejskie, przemysłowe, rzeźnie, mleczarnie, cukrownie, browary, gorzelnie) to budowle z 2 poł. XIX-pocz. XX w., w zdecydowanej większości pozbawione urządzeń. Do najlepiej zachowanych młynów należą: Barlinek (młyn papiernia w konstrukcji ryglowej) i Cychry (ceglany o cechach modernistycznych). Po 1945 r. oraz w latach 90. XX w. z krajobrazu zniknęło wiele cegielni. Wytworami okresu industrialnego są elektrownie wodne, przerobione po części na początku XX w. z młynów wodnych, np. w Głusku (gm. Dobiegniew).
W 2 poł. XIX w. nowe akcenty w krajobraz kulturowy wniosły dworce kolejowe i związane z nimi obiekty. Obecnie wiele z nich jest opuszczonych i podlega degradacji. Czynny jest do dziś browar w Witnicy (1900), budynki w innych miejscowościach zmieniły funkcje (np. Gorzów 1877) lub zostały zburzone.
Mimo niekorzystnych ingerencji w założenia ruralistyczne powodowanych industrializacją oraz wprowadzaniem „nowoczesnej” zabudowy w latach 60–80. XX w. (szczególnie w miejscowościach peegerowskich), zdecydowana większość wsi zachowała ład kompozycyjny.
W krajobrazie wiejskim charakterystycznym elementem są również liczne aleje przydrożne o metryce XVIII- i XIX-wiecznej, zakładane początkowo przez właścicieli ziemskich, następnie administrację samorządową i państwową.

### Architektura obronna i rezydencjonalna

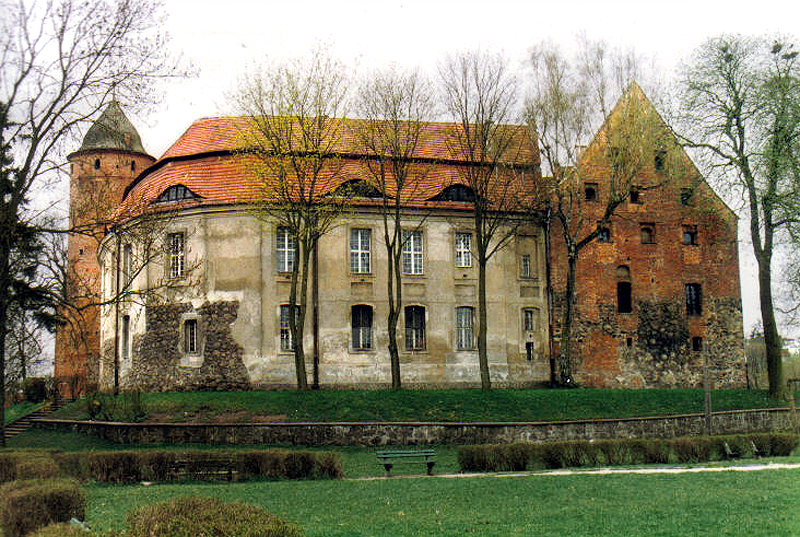
Zamek w Świdwinie

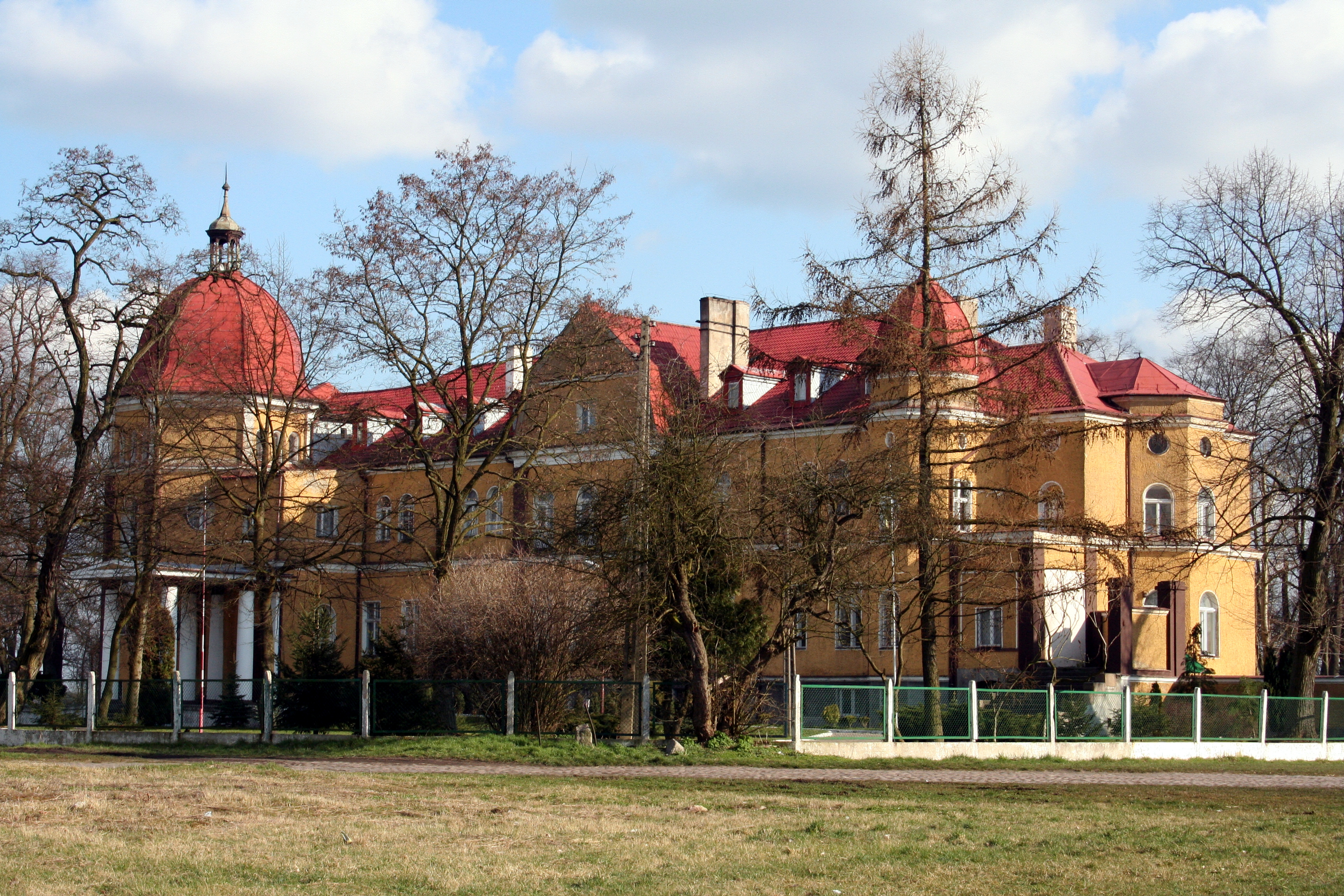
Pałac w Smolnicy, reprezentatywny przykład rezydencji z 2 poł. XIX w.

Do dziś w średniowiecznym kształcie nie przetrwał ani jeden zamek, natomiast w Starym Drawsku, Świdwinie i Dobiegniewie pozostały odcinki murów obronnych z basztami oraz pojedyncze skrzydła lub fragmenty skrzydeł mieszkalnych. Pozostałości renesansowej twierdzy z początku XVII w. istnieją w Drezdenku. W dużej części zachowały się nowożytne fortyfikacje w Kostrzynie.
Duża liczba dworów i pałaców powstała w 2 poł. XVIII w. – przykładowo pałac z ryzalitami w Zielinie, barokowy pałac w Drezdenku, dwory nawiązujące do architektury brandenburskiej w Karsku, Dobropolu (w ruinie), Golenicach, Rościnie i w Starej Dobrzycy. Pod koniec XVIII w. w architekturze rezydencjonalnej pojawiły się formy klasycystyczne, nawiązujące do sztuki antycznej. Do najwybitniejszych realizacji tego nurtu należy m.in. pałac w Krzymowie z 1 ćw. XIX w. Arkadię i antyczne motywy greckich detali można odnaleźć w pałacach w Gądnie oraz w dworze myśliwskim w Kuropatnikach. Od 2 poł. XIX w. architektura pałacowa rozwijała się w oparciu o style historyczne: gotyk, renesans, barok i klasycyzm. Budowlą neogotycką jest pałac w Dolsku (w odbudowie), powstały pod wpływem dzieł Karla Friedricha Schinkla. Formy neogotyku elżbietańskiego naśladuje pałac w Skrzynce.
Przy pałacach i dworach zakładano parki, najliczniejsze w krajobrazie wiejskim. Największa ich część pochodzi z XIX w., mniej zaś starszych ogrodów regularnych z XVII–XVIII w., później przeważnie przekształcanych w parki krajobrazowe, o charakterze swobodnym. Parki najczęściej posiadają elementy układu wodnego, rodzimy drzewostan wzbogacony roślinnością egzotyczną. W wielu przypadkach wciąż jest możliwe odtworzenie pierwotnego układu sieci dróg i ścieżek parkowych, zniszczeniu uległy w większości natomiast elementy wyposażenia ruchomego, jak np. rzeźby ogrodowe. Przykłady parków: Korytowo (park pałacowy z XVII w., przekształcony w park krajobrazowy w poł. XIX w.), Złocieniec (park zamkowy z ok. 1700 r., przebudowany 1780 r. i 1854 r., obecnie park miejski), Lubiechów Górny (park pałacowy z XVIII w., przekształcony ok. 1830 r. według projektu Petera Josepha Lenné), Dolsk (park pałacowy z 1832 r. według projektu Petera Josepha Lenne).

### Architektura sakralna

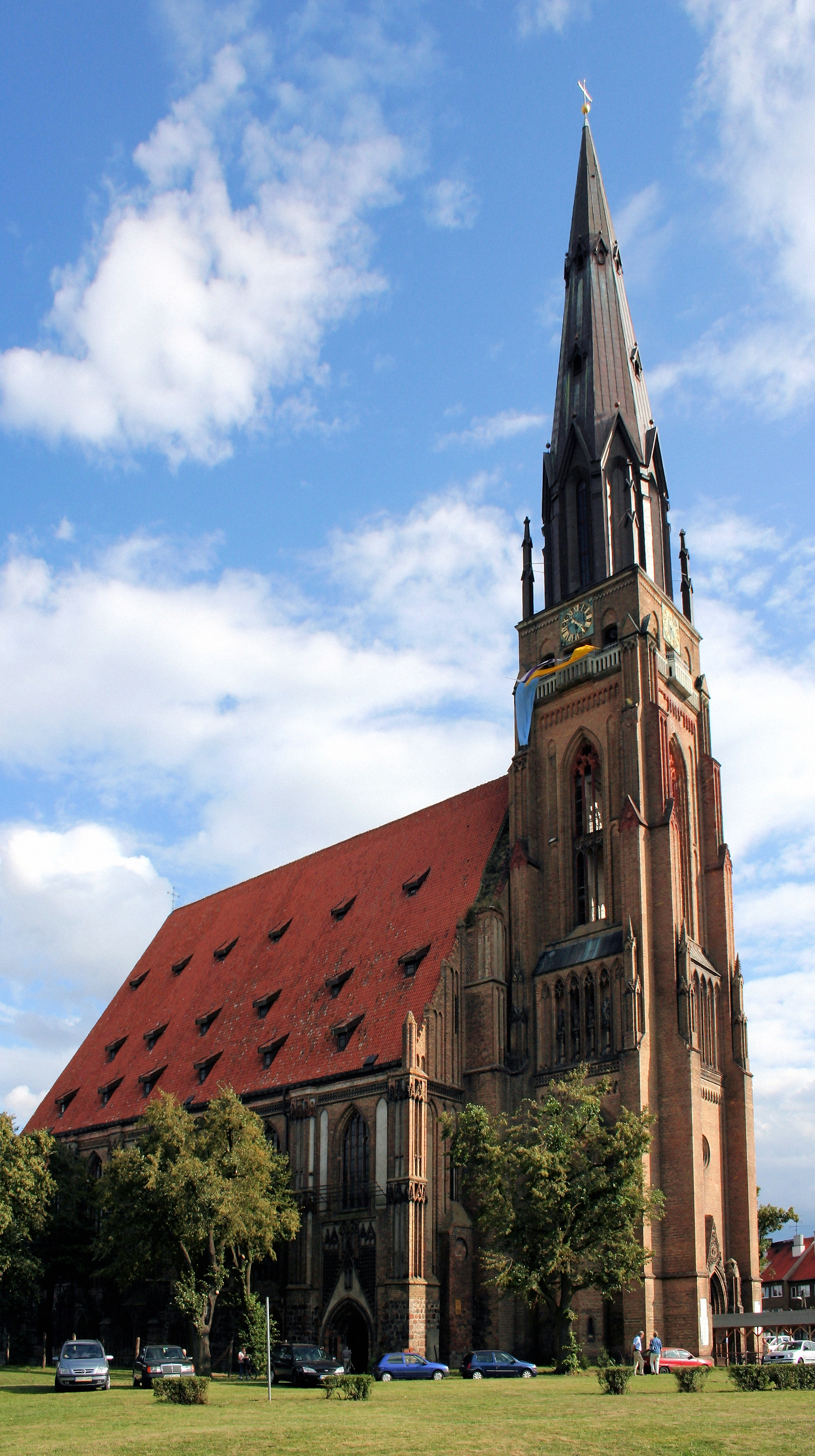
Kościół Mariacki w Chojnie

W miejskim budownictwie sakralnym dominują ceglane średniowieczne fary w systemie halowym – z reguły rozbudowane, rzadziej wzniesione od podstaw – których przykładami są kościół Mariacki w Chojnie (koniec XIV w., przed 1479 r.; architekt Hinrich Brunsberg), kościoły w Choszcznie (1 poł. XIV w., 1400), Reczu (poł. XIV, XV w.), kolegiata w Myśliborzu (XIII, przebudowa XVI w.). Wczesnogotyckimi budowlami są kamienno-ceglana fara w Moryniu i Strzelcach Krajeńskich oraz korpus fary (obecnie katedry) w Gorzowie. Średniowieczna architektura sakralna obejmuje założenia pocysterskie (Bierzwnik, Kołbacz, Cedynia, Pełczyce), podominikańskie (Myślibórz) i poaugustiańskie (Chojna).
Kościoły wiejskie to głównie pierwotne kamienne i ceglane budowle salowe z okresu średniowiecza, z których do najstarszych należą m.in.: Białęgi, Chełm Dolny, Dolsko, Goszków, Lubiechów Górny, Lubno, Marwice, Mętno, Piaseczno, Rościn, Smolnica, Stare Objezierze, Wojcieszyce, Zielin.
W okolicach Chojny i Dębna zachowały się kościoły zakonne – kaplice templariuszy w Rurce i Chwarszczanach (zachowane gotyckie malowidła ścienne). W okresie nowożytnym powstało stosunkowo niewiele murowanych obiektów sakralnych, jak barokowo-klasycystyczne kościoły w Golenicach (XVIII w.), Rościnie (2 poł. XVIII w.), Dolsku (1740-41) czy Sulimierzu (XVIII w.). Rozbudowywano wówczas też kościoły o aneksy typu kaplica oraz przekształcano wnętrza. W rejonie południowo-wschodnim występują liczne kościoły wiejskie w konstrukcji ryglowej oraz przebudowane o cechach neostylowych.
W najbliższym otoczeniu kościołów sytuowane były cmentarze, od czasów średniowiecza do początku XIX w.; później ze względów sanitarnych lokalizowano je poza terenami zabudowanymi (nakazem pruskiego dekretu z 1804 r.). Zasadnicza część cmentarzy należała do gmin luterańskich (na niektórych pomniki o dużej wartości artystycznej, np. w Gozdowicach), zachowały się również nielicznie cmentarze żydowskie (np. Gorzów, Boleszkowice, Cedynia, Moryń, Pełczyce, Świdwin). Oprócz wyznaniowych i komunalnych powstawały też cmentarze rodowe, lokalizowane w parkach dworskich czy lasach. Osobną grupę stanowią cmentarze wojenne i jenieckie. Cmentarze żołnierzy radzieckich znajdują się w Gorzowie, Kostrzynie, cmentarz alianckich jeńców wojennych w Drzewicach koło Kostrzyna.
Stosunkowo liczne są pomniki poległych żołnierzy niemieckich w I wojnie światowej, usytuowane na placach i cmentarzach przykościelnych. W części po 1945 wykorzystano z nich cokoły na rzeźby sakralne.

### Zabytki ruchome
Do dziś przetrwało stosunkowo niewiele elementów wystroju i wyposażenia wnętrz świeckich, które znajdują się w budynkach użyteczności publicznej i firm prywatnych. Podobnie jest z obiektami tzw. małej architektury – zostały one zniszczone w wyniku II wojny światowej lub też jak w przypadku niektórych cokołów pomników o wartości artystyczne, zostały po 1945 r. wykorzystane wtórnie do ekspozycji współczesnych rzeźb, jak np. w przypadku pomnika Mieszka I w Mieszkowicach.
W większości pałaców i dworów nie zachowało się pierwotne wyposażenie ruchome, przetrwały częściowo takie elementy jak sztukaterie (np. pałac w Czernikowie, Dąbroszynie), drewniane okładziny stropów, czy piece kaflowe i kominki.
Na zachodnich i południowo-zachodnich terenach dawnej Nowej Marchii spotkać można w kościołach wiejskich późnorenesansowe i barokowe ołtarze ambonowe o bogatej dekoracji snycerskiej, np. w Kurzycku czy Witnicy (tu również inne cenne elementy wyposażenia, jak drewniane empory i loże, polichromowane stalle i ławy, barkowe polichromie). W katedrze gorzowskiej zachowały się gotyckie grupy pasyjne.